# Liste der Denkmäler in Frankfurt (Oder)
Frankfurt (Oder) weist wegen seiner langen Geschichte viele Denkmäler auf. Es gibt neben Bau-, Flächen- und Bodendenkmalen und Denkmalbereichen viele Denkmäler im engeren Sinn. Fast genauso viele sind jedoch auch verloren gegangen.

## Bismarck-Säule auf dem Großen Kapberg in Booßen

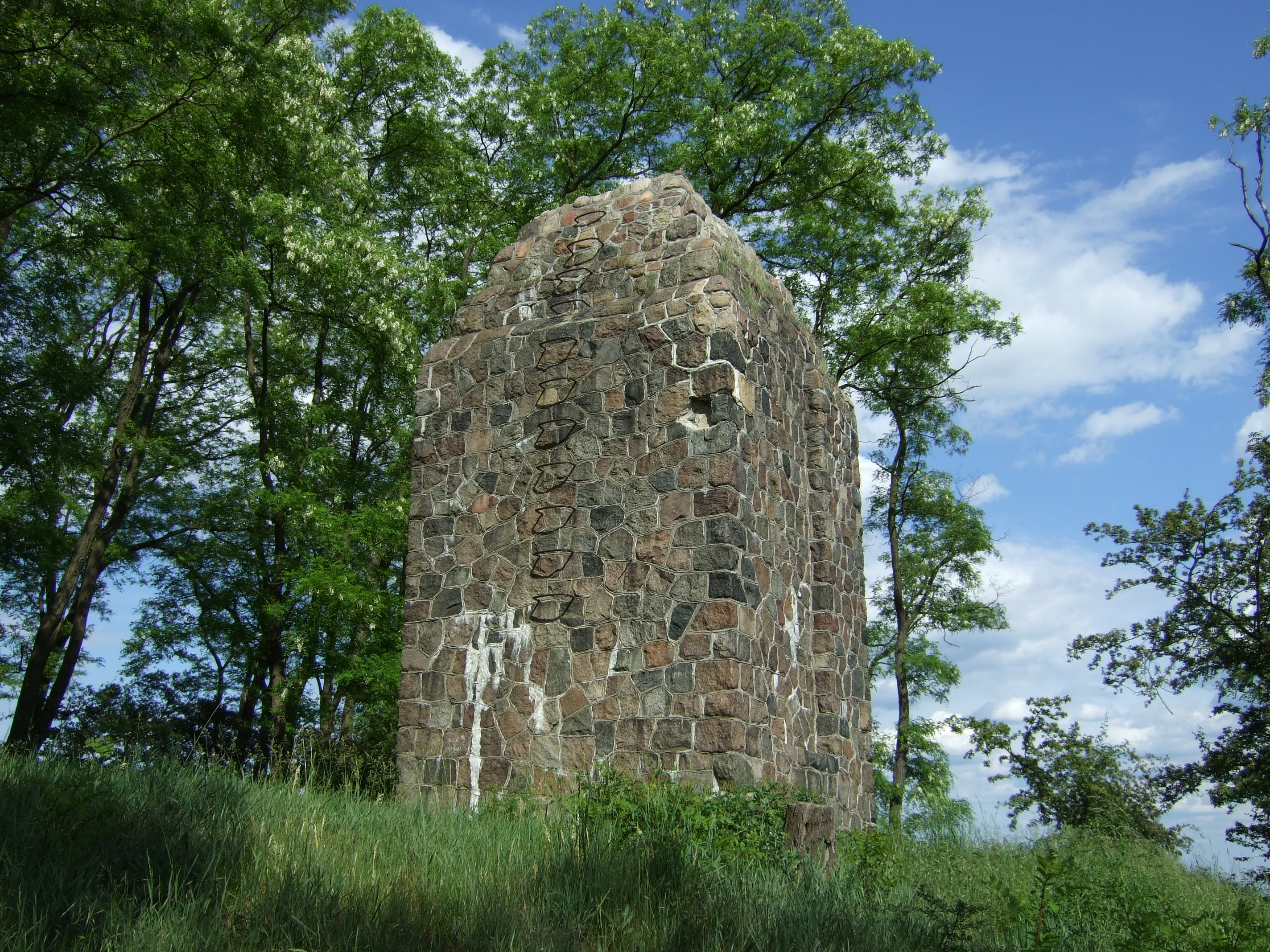
Bismarck-Säule auf dem Großen Kapberg in Booßen

Die 10 m hohe Feuersäule mit einem quadratischen Grundriss von 4 m mal 4 m wurde um 1915 auf Initiative der Rittergutsfamilie Schulz aus Booßen zu Ehren Otto von Bismarcks aus Feldsteinen errichtet. Sie steht südwestlich von Booßen auf dem großen Kapberg, der höchsten Erhebung des heutigen Stadtgebietes von Frankfurt (Oder). (Karte, weitere Fotos)

## Denkmal „Antifaschistischer Widerstand“

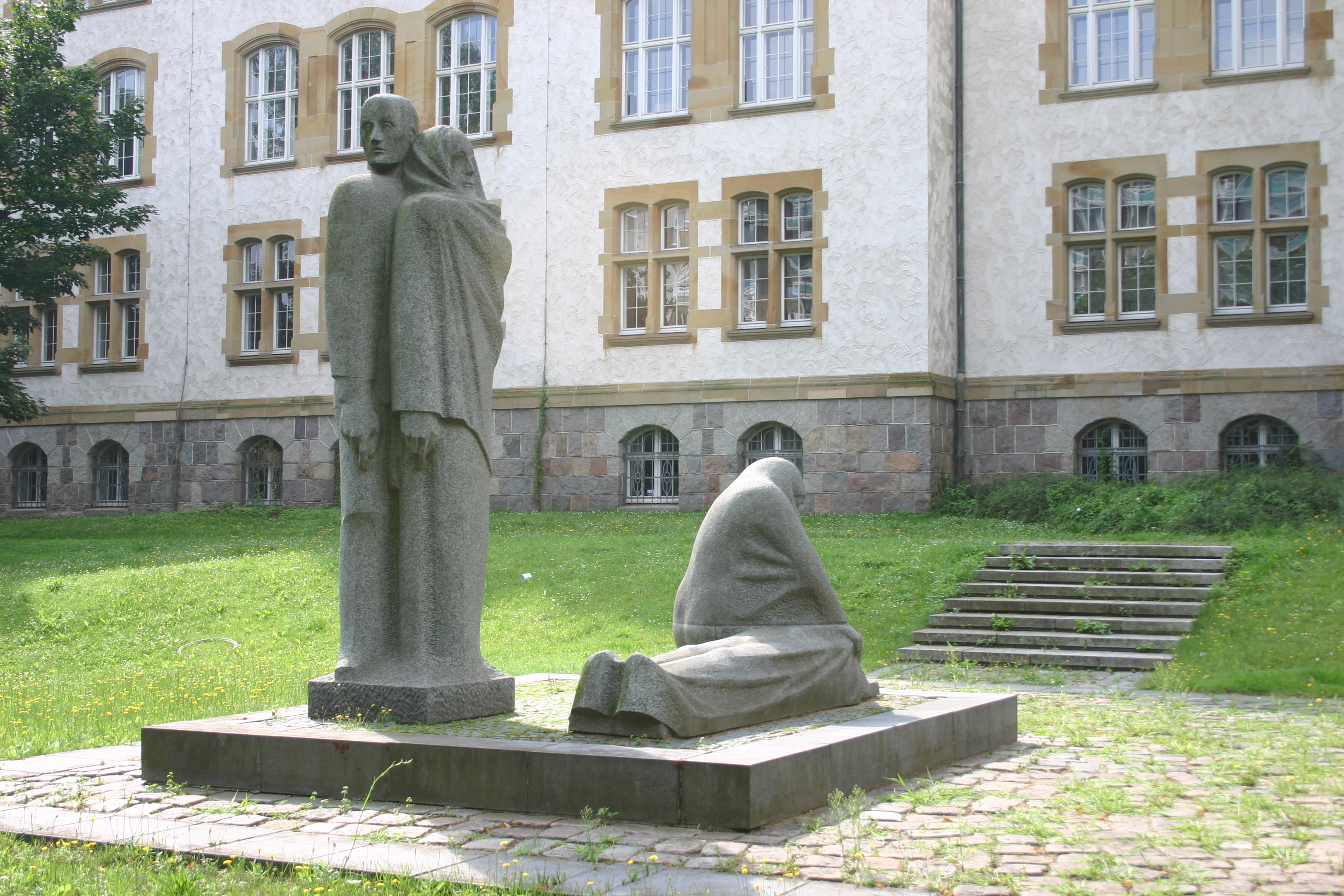
Denkmal „Antifaschistischer Widerstand“.

Das Denkmal „Antifaschistischer Widerstand“ wurde von Arnd Wittig aus Granit geschaffen und am 8. Mai 1986 von Bürgermeister Fritz Krause eingeweiht. Die Figurengruppe soll Leid und Zuversicht symbolisieren und an die Opfer des Faschismus erinnern. Von den insgesamt vier dargestellten Personen stehen ein Mann und eine Frau aufrecht. Der Mann steht dicht hinter der Frau. Die zweite Figurengruppe besteht aus einer liegenden, mit einem Tuch vollständig bedeckten Person und einer Frau, die neben der liegenden Person kniet und sie an der Schulter berührt. Der stehende Mann ist drei Meter hoch. Zu finden ist das Denkmal auf einer Grünfläche an der Rosa-Luxemburg-Straße in Höhe des Karl-Liebknect-Gymnasiums. (Karte)

## Denkmal für Heinrich von Kleist

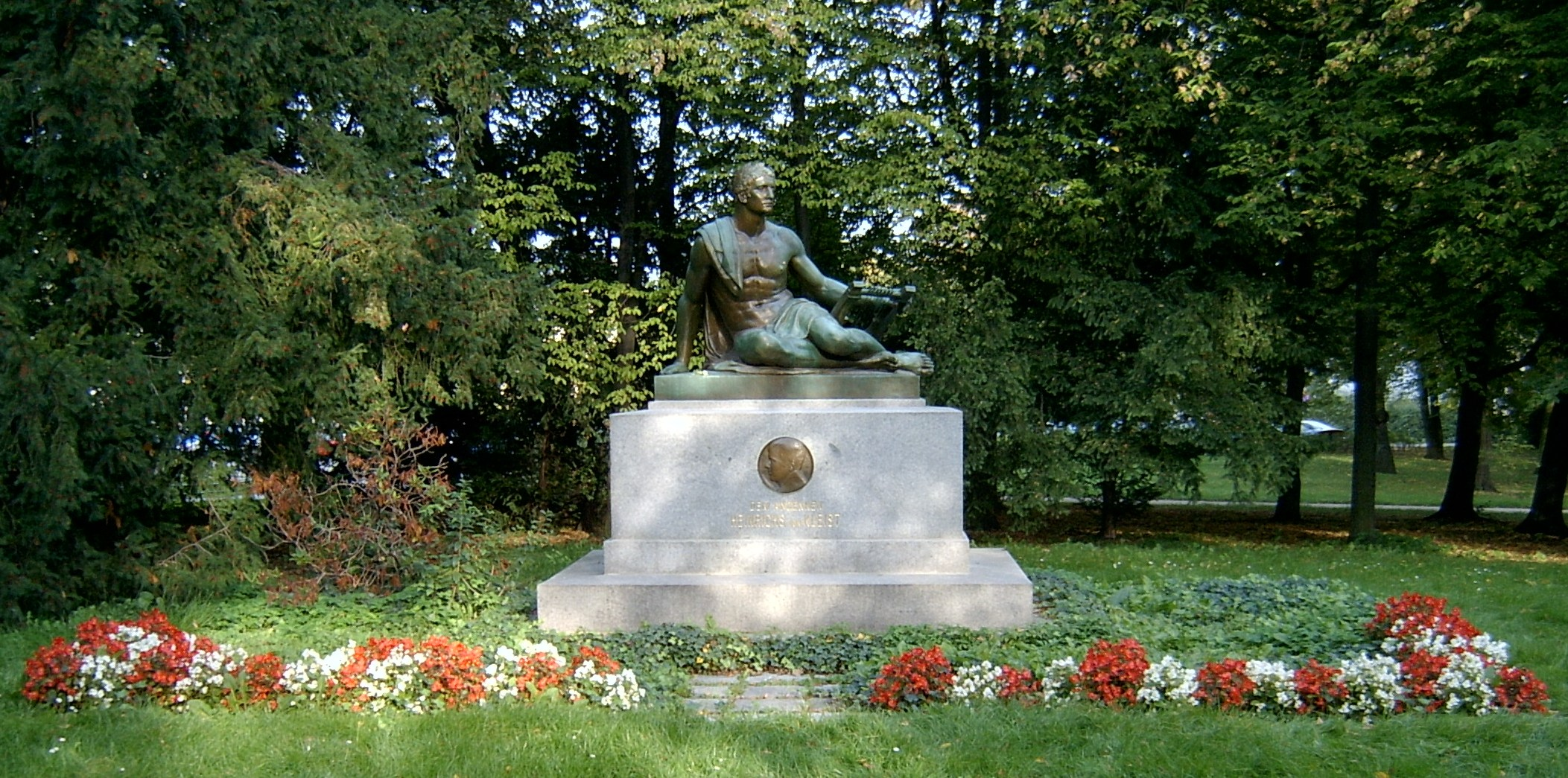
Denkmal für Heinrich von Kleist.

Das Denkmal für Heinrich von Kleist befindet sich im Park an der Sankt-Gertraud-Kirche. Das von Gottlieb Elster (1867–1917) geschaffene Bronzewerk wurde am 25. Juni 1910 feierlich eingeweiht. Das Werk besteht aus einem auf einem Fundament ruhenden, liegenden Granitquader mit Bronzereliefs an allen vier Seiten und einer aufgesetzten Bronzeskulptur.
Die Bronzeskulptur zeigt einen knienden, sich seitlich abstützenden Jüngling. Sein Blick ist in die Ferne gerichtet. In der linken Hand hält er eine Leier. Die Bronzeskulptur wurde von der Berliner Königlichen Hofbildgießerei Martin und Piltzing gegossen.
Der Sockel aus hellem schlesischen Granit trägt in der Vorderansicht die Inschrift „Dem Andenken Heinrichs von Kleist“ und darüber ein rundes Medaillon mit einer Abbildung des Kopfes Kleists. Auf der Rückseite befindet sich ein Relief, das die Schlussszene aus dem Drama Der Prinz von Homburg darstellt. Hervorgehoben sind dabei der Große Kurfürst, der brave Oberst Kottwitz und der Prinz. Die Inschrift „In Staub mit allen Feinden Brandenburgs“ bildet die Schlussworte des Werkes. Die Seiten des Sockels zeigen Reliefs mit Szenen aus dem Zerbrochenen Krug und dem Käthchen von Heilbronn.
1991 wurde das Werk für 2.500 DM restauriert. Im Jahr 2006 erfolgte eine weitere Restaurierung. Im Oktober 2008 wurden die Bronzeplatten des Denkmals gestohlen. (Karte, weitere Fotos)

## Erinnerungsstätte für Ernst Thälmann mit Thälmannbüste von W. Kreisel (ehemalige Familiengrabstätte Otto Strahl)

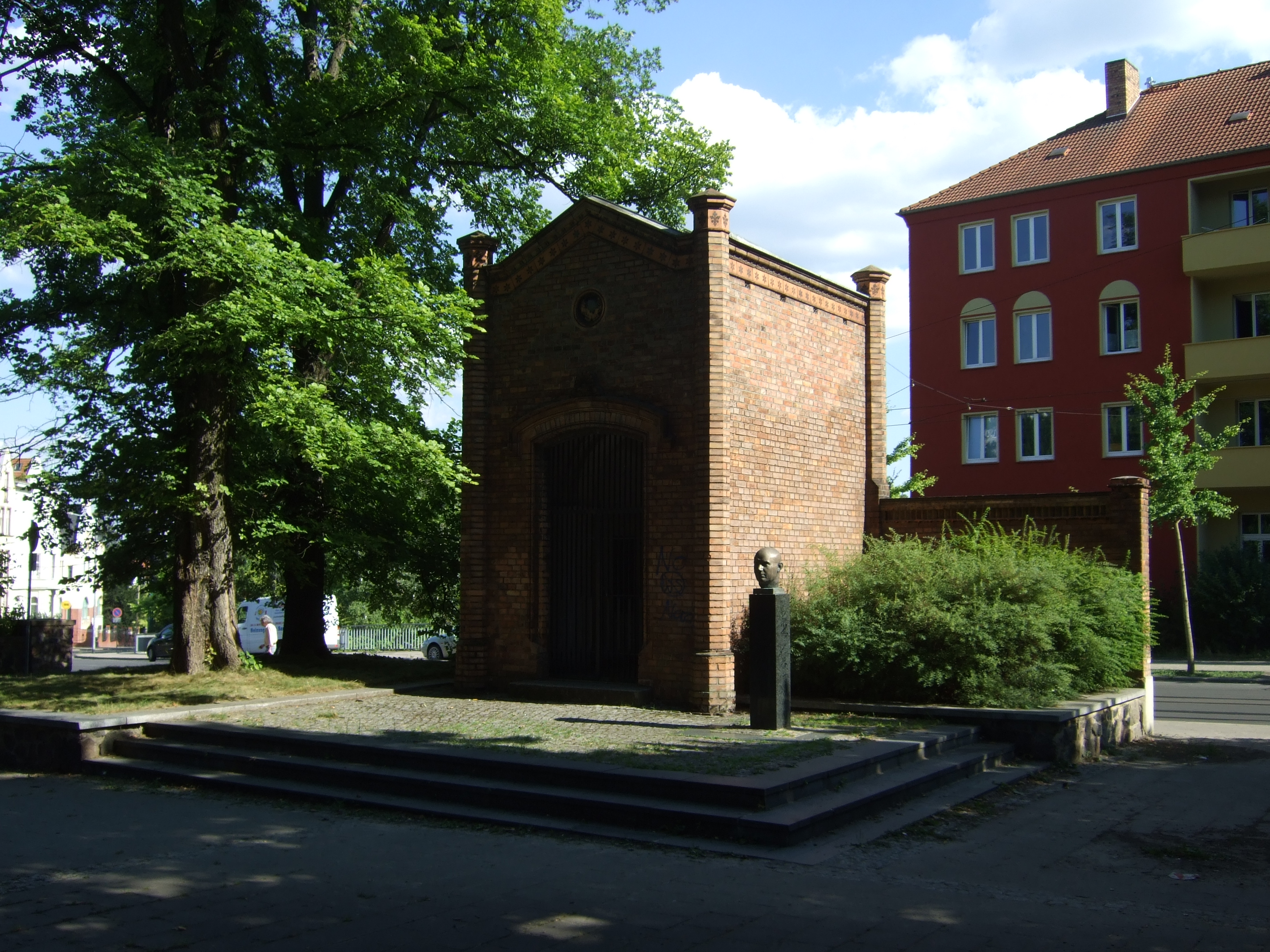
Ernst-Thälmann-Gedenkstätte

Die Ernst-Thälmann-Gedenkstätte befindet sich am Rande des Kleistparks an der Fürstenwalder Straße. Die Gedenkstätte wurde am 15. April 1986, zum 100. Geburtstags Ernst Thälmanns eingeweiht. Dazu wurde die 1858 geschaffene Familiengrabstätte des Fabrikanten Otto Strahl umgewidmet, vor der eine vom Frankfurter Bildhauer Walter Kreisel geschaffene Porträtbüste Thälmanns errichtet wurde. (Karte, weitere Fotos)

## Gedenkstein für Albrecht Zehme

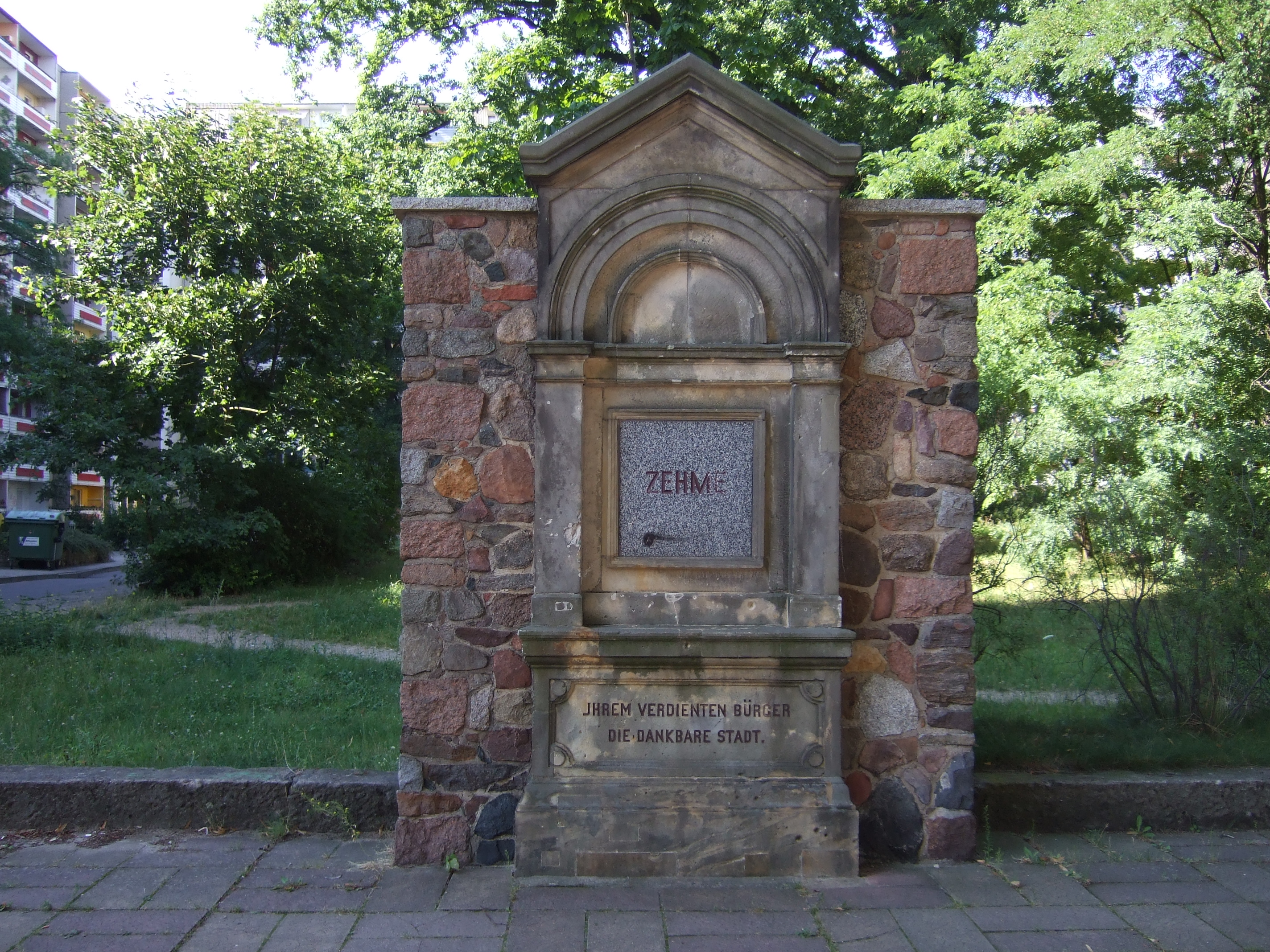
Gedenkstein für Albrecht Zehme.

Albrecht Zehme (1828–1880) war Stadtverordnetenvorstand und Prorektor der Frankfurter Oberschule. Er wurde auf dem alten Friedhof beerdigt und erhielt auch ein Grabdenkmal. Heute ist der Zehmeplatz nach ihm benannt, von etwa 1933 bis 1947 trug auch die heutige Mozartstraße seinen Namen. Der Grabstein wurde inzwischen versetzt und befindet sich heute am Thomas-Müntzer-Hof. (Karte)

## Gedenkstein für Carl Wilhelm Wiecke

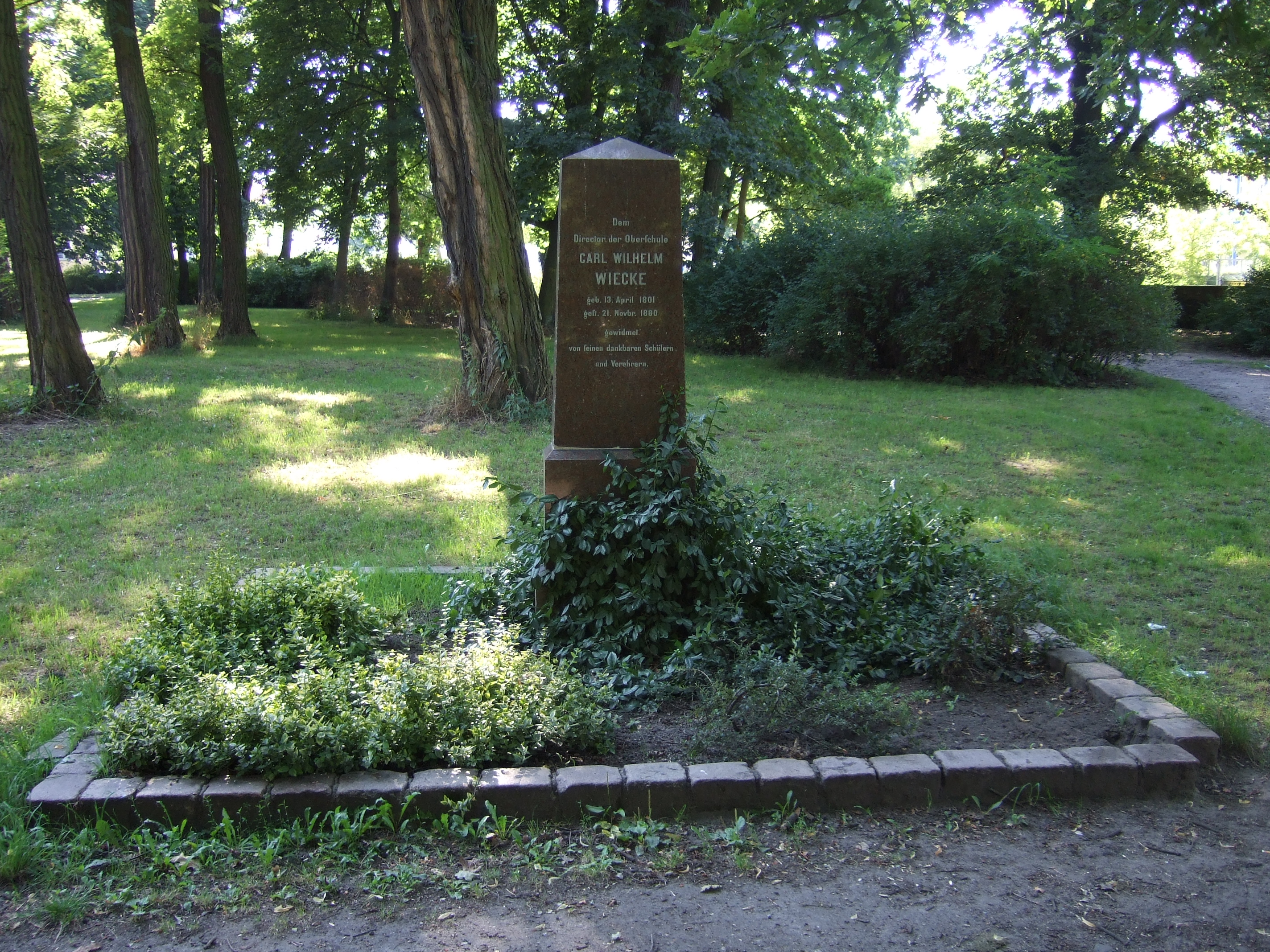
Gedenkstein für Carl Wilhelm Wiecke

Carl Wilhelm Wiecke (* 13. April 1801; † 21. November 1880) war Pädagoge und Schriftsteller. Sein Grabdenkmal befindet sich im ehemaligen Alten Friedhof, dem heutigen Kleistpark. Er war 1832 bis 1869 Direktor der Oberschule in Frankfurt. 1848 war er Abgeordneter der deutschen Nationalversammlung in der Frankfurter Paulskirche. (Karte)

## Gedenkstein für Carl Zeitner

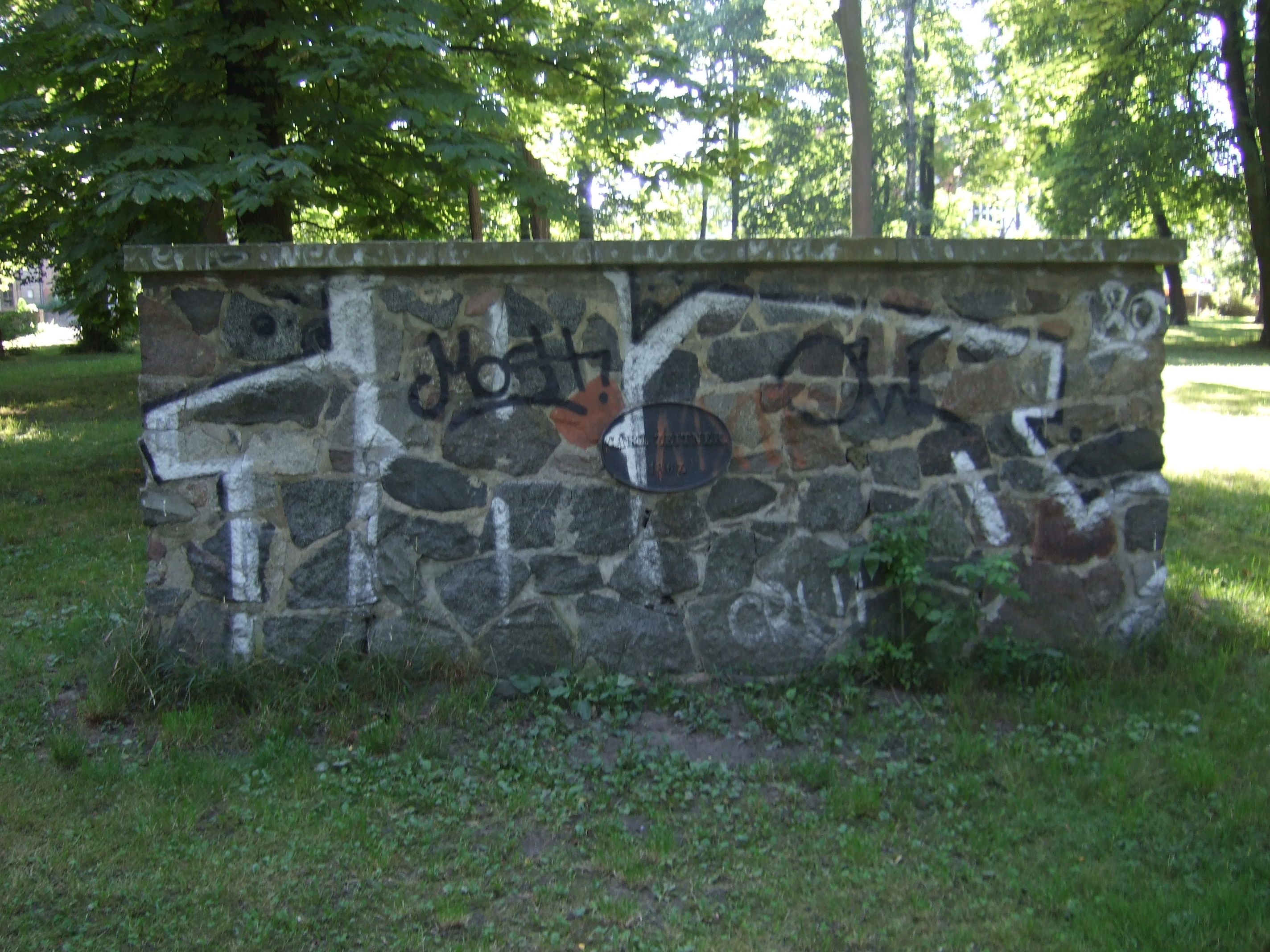
Gedenkstein für Carl Zeitner.

Carl Friedrich Zeitner (* 4. Februar 1822; † 1. August 1898) war gelernter Bäcker. Er beteiligte sich an der Märzrevolution 1848 in Berlin. Die Jahreszahl 1867 auf dem Grabmonument bezieht sich auf das Jahr des Erwerbs der Familiengrabstelle. Sein Grabdenkmal steht im Kleistpark. (Karte)

## Grabdenkmal für Christian Ernst Martini

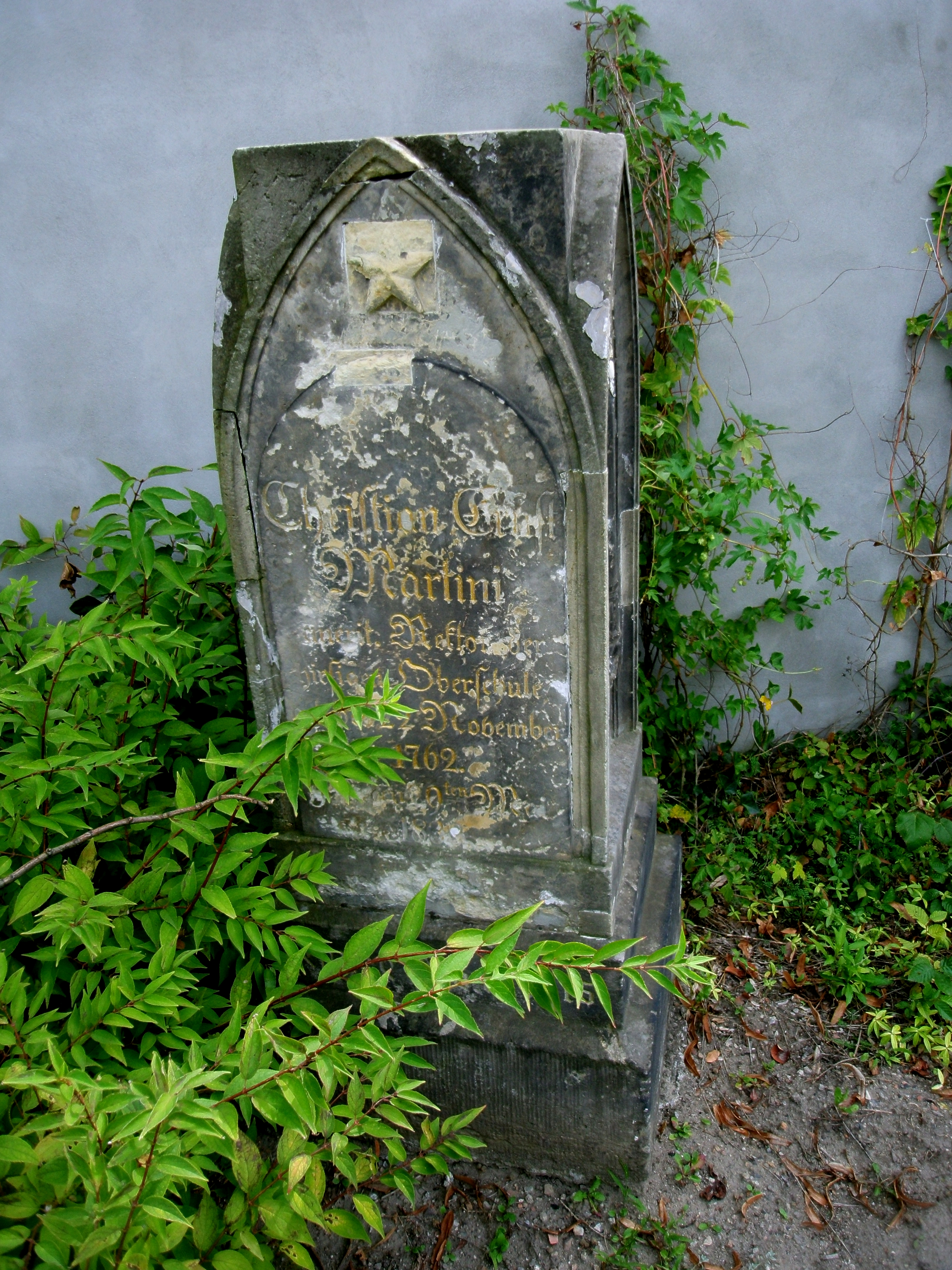
Grabdenkmal für Christian Ernst Martini im Garten des Kleisthauses.

Das originale Grabdenkmal für Christian Ernst Martini (1762–1833) wurde in der Faberstraße 7, im Garten der ehemaligen Garnisonsschule aufgestellt. Heute befindet sich in dem Gebäude die Kleist-Gedenk- und Forschungsstätte, hier ist jedoch nicht sein Bestattungsort. Martini war Hauslehrer Heinrich von Kleists, Theologe und Rektor der Frankfurter Bürgerschule. (Karte)

## Grabdenkmal für Dorothee Elisabeth Krüger

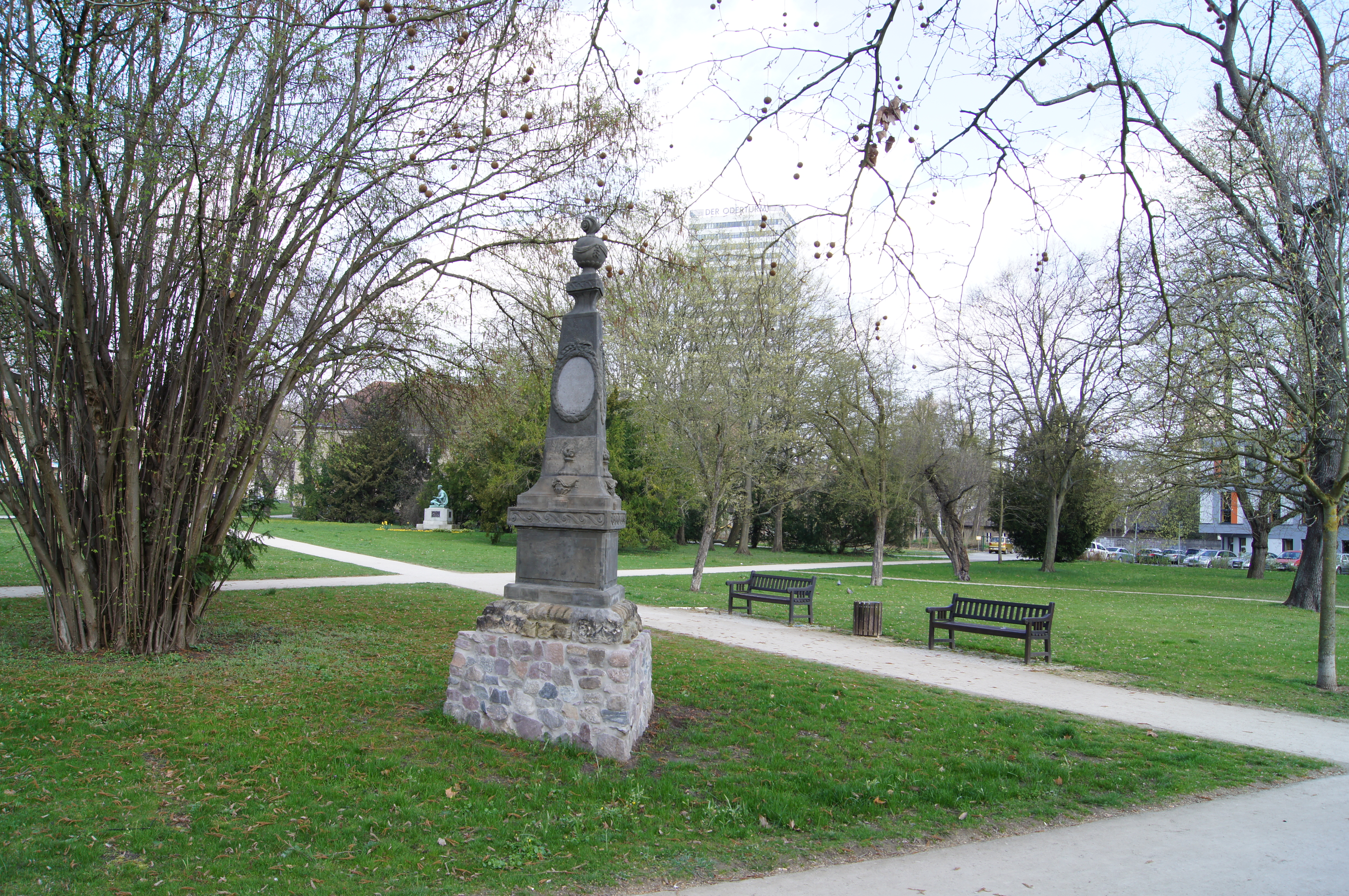
Grabdenkmal für Dorothee Elisabeth Krüger

Der Frankfurter Bürger Samuel Krüger, Pächter der Karthause, ließ im Jahr 1786 das Sandstein-Grabmal für seine verstorbene Frau Dorothee Elisabeth Krüger im Gertraudenpark aufstellen. Sie war ein Jahr zuvor im Alter von 39 Jahren gestorben. Auf einem Sockel aus Feldsteinen mit quadratischem Grundriss erhebt sich ein mehrfach gestufter Sockel aus Sandstein. Darauf steht ein Obelisk, der mit einer Scheinurne bekrönt ist. Der Obelisk ist mit Girlanden und Ornamenten verziert. Die Inschrift auf dem Sandsteinsockel lautet: „Die hält im Reich der Schatten / Die Hand des Todes fest / Doch werth bleibt Deinem Gatten / Auch noch Dein Über[rest] / Du lebst n seinem Hertzen / Viel länger als im Stein, / Und Kinder voller Schmerzen / Benetzen Dein Gebein.“ Für den Bau einer Fernwärmeleitung wurde das Denkmal 1980 entfernt. Reste fanden sich auf einem ehemaligen Außenlager des Kulturbüros am Frankfurter Friedhof. Frank Drömert, Mitarbeiter im Kulturbüro, entdeckte sie in den 2000er Jahren. Beschäftigte des städtischen Kulturbüros und der Abteilung Denkmalpflege arbeiteten mit Verantwortlichen des Brandenburgischen Landesamtes für Denkmalpflege daran, das Denkmal zu restaurieren und im Park der St. Gertraudenkirche wieder aufzustellen. Nach Sichtung der Einzelteile begann 2012 die Restauration. Drei Jahre arbeitete der Berliner Steinrestaurator Torsten Weiß in seinem Atelier daran. Im Sommer 2015 erfolgten die Gründungsarbeiten, die Sockelherstellung aus Feldsteinen und der Wiederaufbau des Denkmals am historischen Standort. Zunächst wurde das Fundament am vermuteten ursprünglichen Standort nicht gefunden. Dann forschte der Archäologe Christian Matthes noch einmal genau nach. So fand man die alte Verankerung einige Meter weiter. Der neue Standort wurde nun um einige Zentimeter gegenüber dem ursprünglichen Standort verschoben, da dort in der Zwischenzeit ein großer Busch gewachsen war. Das Denkmal wurde am 7. November 2015 neu eingeweiht. (Karte, weitere Fotos)

## Grabdenkmal für Ewald Christian von Kleist

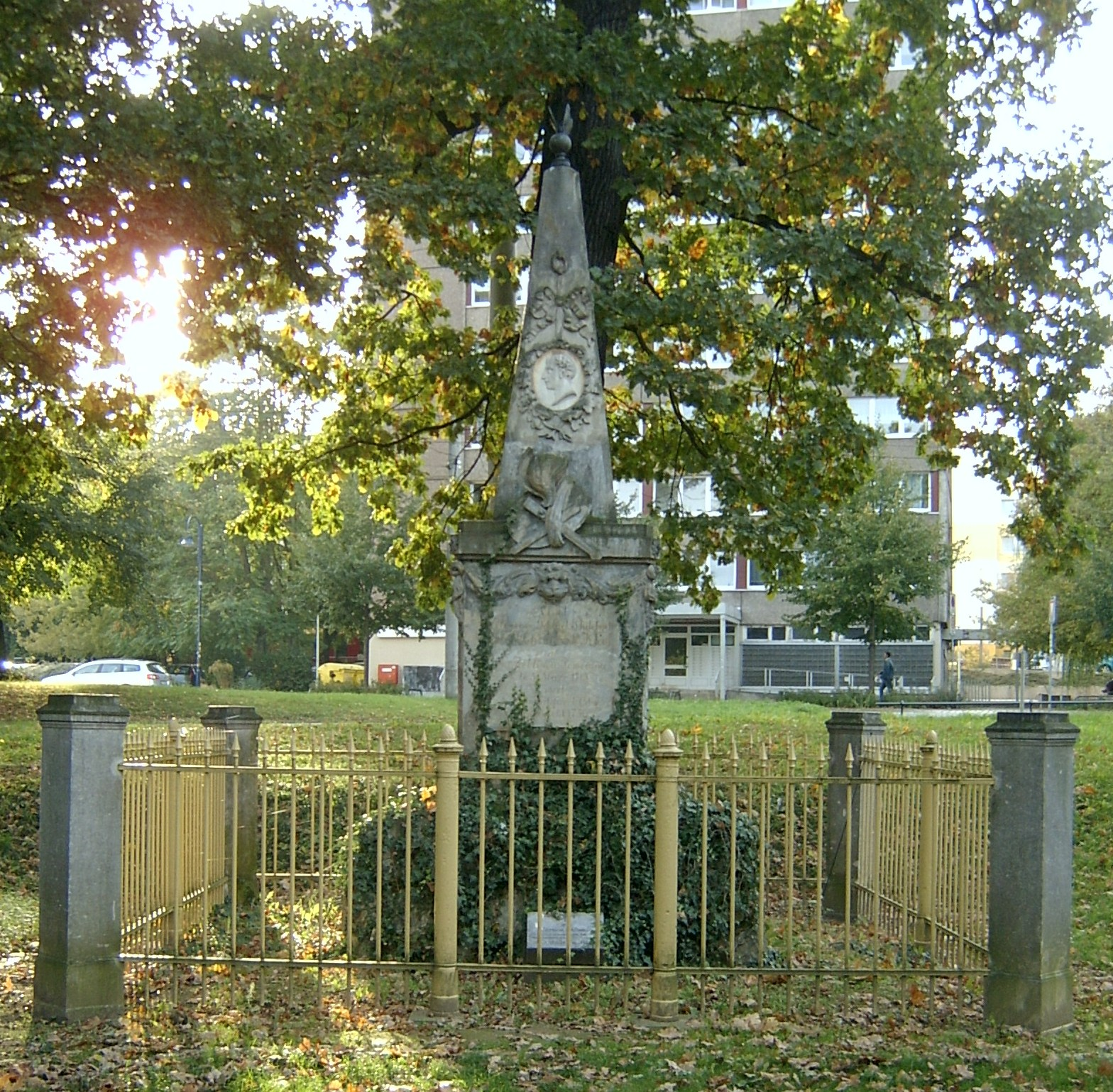
Ewald-Christian-von-Kleist-Denkmal

Erste Bestrebungen nach einem Denkmal für Ewald Christian von Kleist unternahm sein Freund Johann Wilhelm Ludwig Gleim bereits 1762. Er gab sein Vorhaben auf, als er hörte, dass die Familie Kleist für ein Denkmal sorgen wollte. Die Errichtung eines Denkmals durch die Familie Kleist kam jedoch nicht zur Ausführung.
Am 12. Juli 1777 regte der Meisters vom Stuhl der Frankfurter Loge Zum aufrichtigen Herzen Touzet in einem Vortrag die Errichtung eines Denkmals für Kleist von Seiten der Loge an. Noch am selben Abend wurde begonnen, Spendengelder für die Errichtung eines Denkmals zu sammeln. Prinz Leopold von Braunschweig zeichnete sofort einen Beitrag von 100 Thalern und der Prinz Schöneich-Carolath 25 Friedrichsd’or, während die übrigen anwesenden Mitglieder der Loge verhältnismäßig beitrugen, so dass augenblicklich 35 Friedrichsd’or und 141 Thaler Courant gezeichnet wurden. Durch weitere Sammlungen wurde eine ausreichende Summe erstanden und Johann Melchior Kambly (1718–1783), ein Bildhauer aus Potsdam, erhielt den Auftrag. Das Medaillon auf der Vorderseite, welches das Gesicht Kleists zeigt, soll von Johann Gottfried Schadow (1764–1850) geschaffen worden sein. Da dieser aber zu diesem Zeitpunkt gerade 14 Jahre alt war, ist das eher unwahrscheinlich. 1778 wurde der dreiseitige Obelisk fertiggestellt, im September per Schiff nach Frankfurt transportiert und im August errichtet. Die offizielle Einweihung fand am 9. April 1780 statt. Dies war das erste Denkmal Frankfurts und das erste öffentliche Dichterdenkmal Deutschlands. 1969 gab es Überlegungen, das Denkmal zu restaurieren und dabei den Verweis auf Kleists Soldatenleben zu tilgen. Dieses Vorhaben wurde nicht umgesetzt. Im Juni 1990 wurde von Stuckateuren begonnen, Gipsabdrücke herzustellen, nach welchen das Frankfurter Unternehmen Ferch eine Kopie des Denkmals herstellen sollte. Durch die politische Wende wurde das Vorhaben nicht zu Ende gebracht. 1992/1993 wurde das Denkmal doch noch restauriert. Es ist 4,76 Meter hoch und wird oben von einem Schmetterling, welcher auf einer Kugel sitzt, gekrönt, als Symbol der Auferstehung. (Karte, weitere Fotos)

## Grabdenkmal für Joachim Georg Darjes

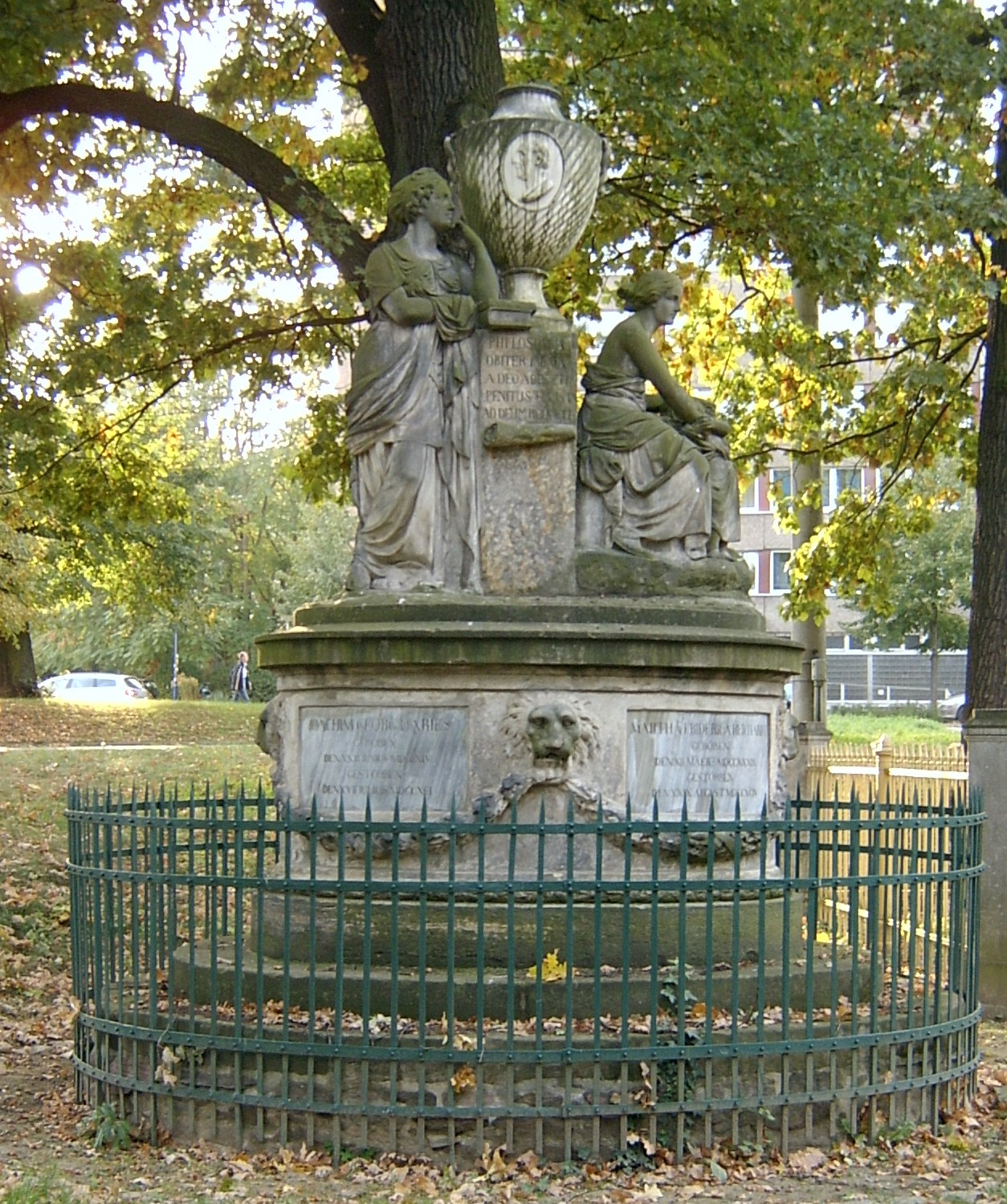
Grabstein von Darjes und seiner Frau

Das Grabmal von Joachim Georg Darjes und dessen Frau Marta Friderica Reichardt befindet sich im Park an der St. Gertraudkirche. Das etwa 4,70 Meter hohe Sandsteinwerk wurde von Johann Gottfried Schadow entworfen und im Sommer 1796 aufgestellt. Etwa vier Meter unterhalb des Postamentes befinden sich in einem Feldsteingewölbe die Särge des Ehepaares. Auf der Vorderseite befindet sich rechts die Inschrift Joachim Georg Darjes – geboren den XXIII Inuius MDCCXIV – gestorben den XVII Iulius MDCCXCI und links Martha Friderica Reichardt – geboren den XII Maerz MDCCXXXIX – gestorben den XXIX August MDCCXCIV. Zentral erhebt sich eine Urne aus Carraischem Marmor. Auf der Urne befindet sich ein Relief welches Darjes darstellt. In dessen Blickrichtung befindet sich die Statue der Philosophie welche sich mit dem linken Arm auf ein Buch abstützt. Aus dem Buch kommt eine Rolle hervor welche, folgende Inschrift trägt: Philosophia obiter libata a Deo abducit penitus hausta ad Deum reducit. Die zweite Frau stellt die Wohltätigkeit und zugleich Marta Friderica Reichardt dar. Unterhalb des Brustgesimses halten vier Löwenplastiken eine Zopfgirlande aus Eichenlaub, welche das Grabmal umläuft. (Karte, weitere Fotos)

## Grabdenkmal für Michael Gabriel Fredersdorf
An Michael Gabriel Fredersdorf (1708–1758), den Vertrauten Friedrichs des Großen, erinnerte ein Grabdenkmal im Park an der St. Gertraudkirche. Seine erste Grabstätte befand sich in einer Gruft in Zernikow. 1977 wurde er in das Erbbegräbnis auf dem Friedhof umgebettet.

## Grabdenkmal für Orgelbaumeister Wilhelm Sauer

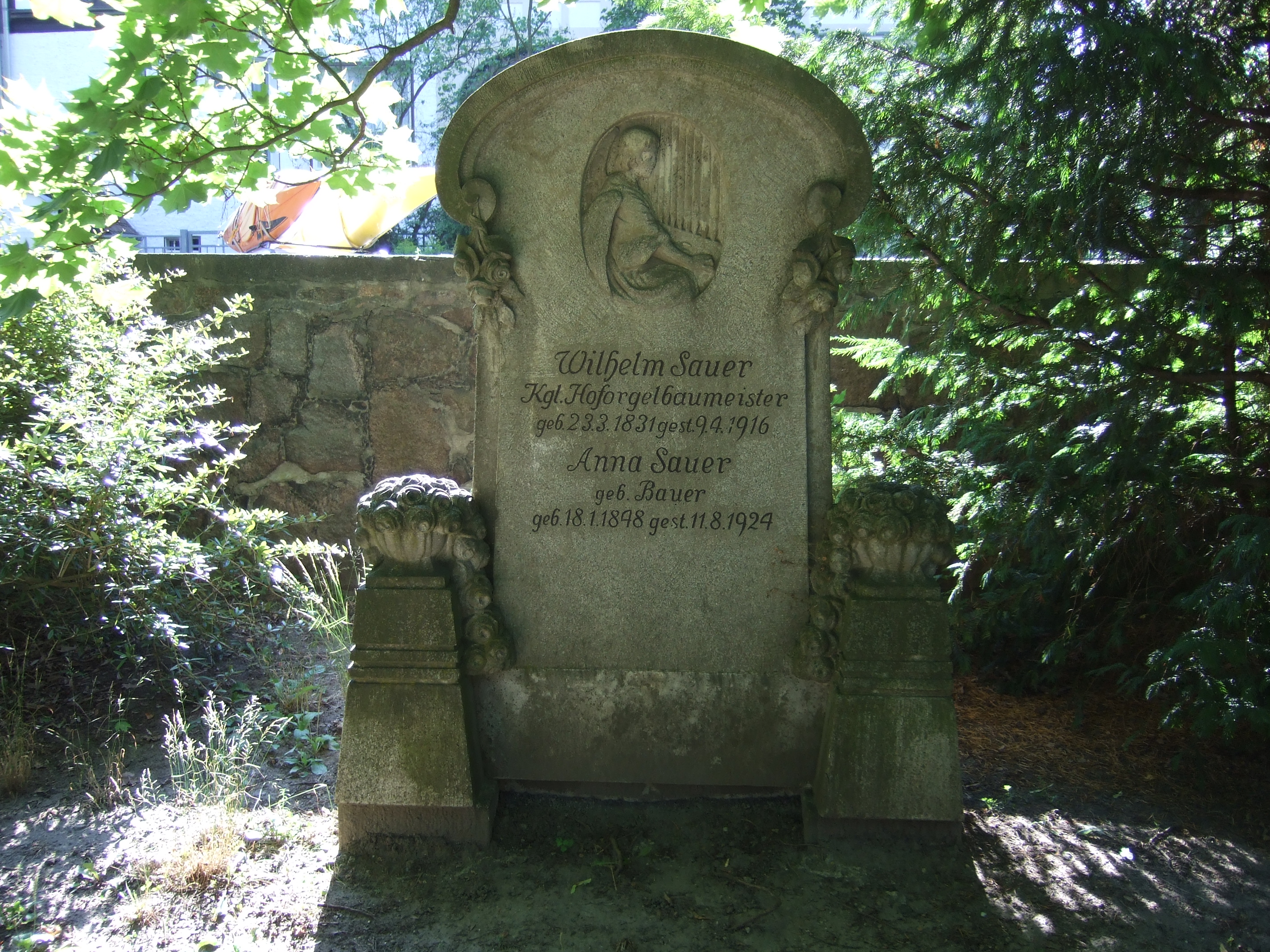
Grabstein Wilhelm Sauers.

An Wilhelm Sauer, den Gründer des bekannten Orgelbauunternehmens, erinnert sein Grabstein im Kleistpark. Die eigentliche Grabstätte Sauers befand sich aber nicht an der Stelle des heutigen Standortes des Grabsteins. (Karte)

## Grabstätte Ernst Friedrich Gottlieb Senckel

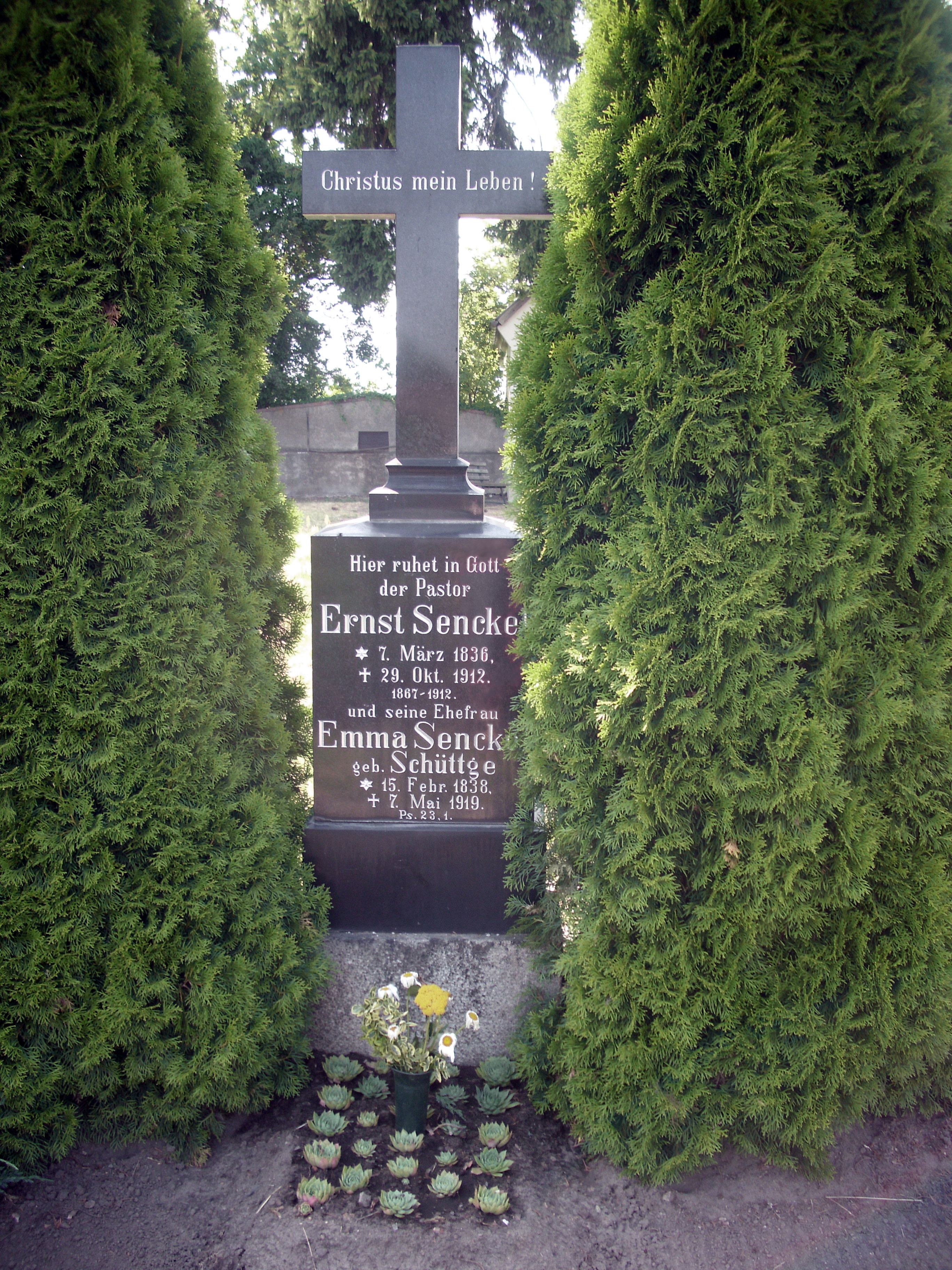
Grabmal von Ernst Friedrich Gottlieb Senckel und seiner Frau Emma Schüttge

Die Grabstätte des Pfarrers Ernst Friedrich Gottlieb Senckel (1836–1912) befindet sich in Hohenwalde, einem Ortsteil von Frankfurt. 1906 zeichnete ihn der König für seine Verdienste in Hohenwalde, mit dem Roten Adlerorden der Klasse IV. aus. (Karte)

## Karl-Marx-Denkmal

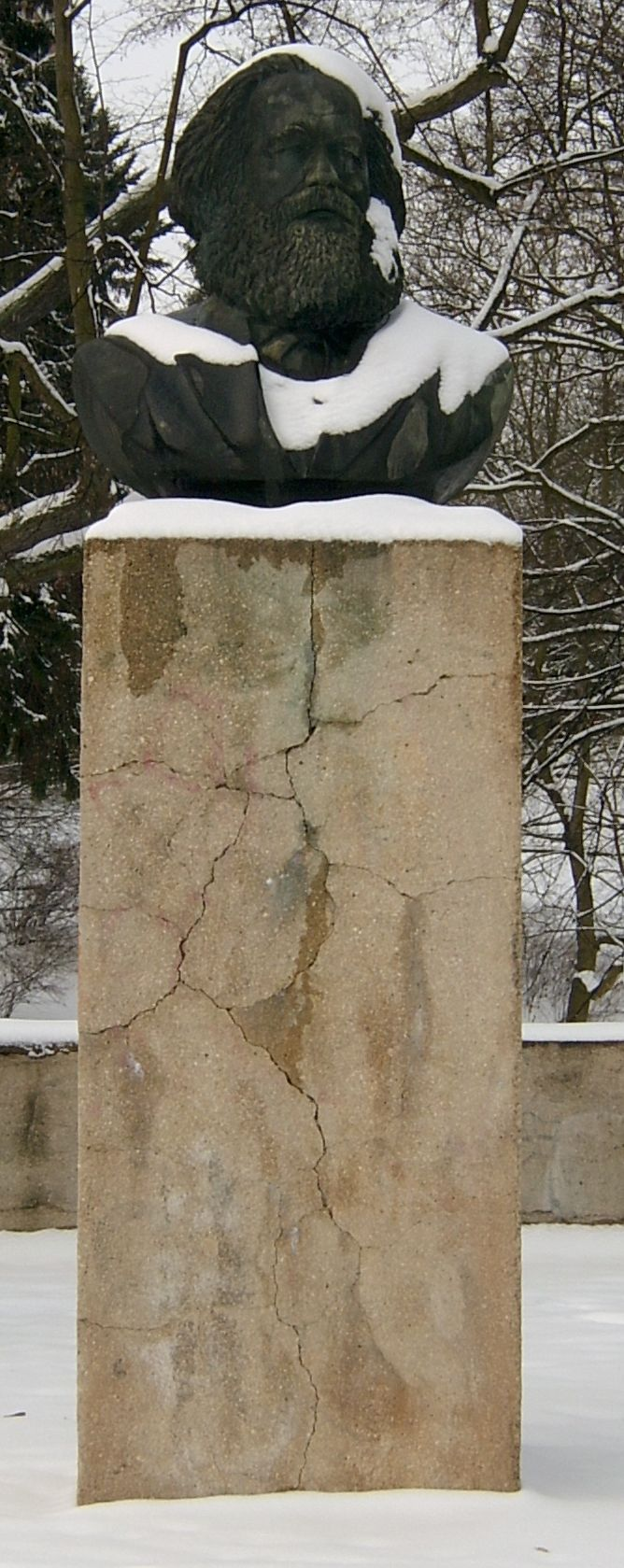
Karl-Marx-Büste von Fritz Cremer

Das Karl-Marx-Denkmal mit einer Karl-Marx-Büste Fritz Cremers befindet sich am Rande des Lennéparks an der Karl-Marx-Straße. Die Einweihung erfolgte am 5. Mai 1968, dem 150. Geburtstags Marx’. In der Inschrift ist zu lesen Die Theorie wurde zur materiellen Gewalt. Die Anlage um die Bronzebüste wurde von Arnd Wittig und Manfred Vogler gestaltet (Karte, weitere Fotos)

## Kriegsgräberstätten
Auf dem Stadtgebiet gibt es acht Kriegsgräberstätten, davon vier auf dem Hauptfriedhof, zwei in den Ortsteilen Güldendorf und Lichtenberg und je eine sowjetische auf dem Anger und in Booßen.

### Sowjetisches Ehrenmal mit Ehrenfriedhof auf dem Anger

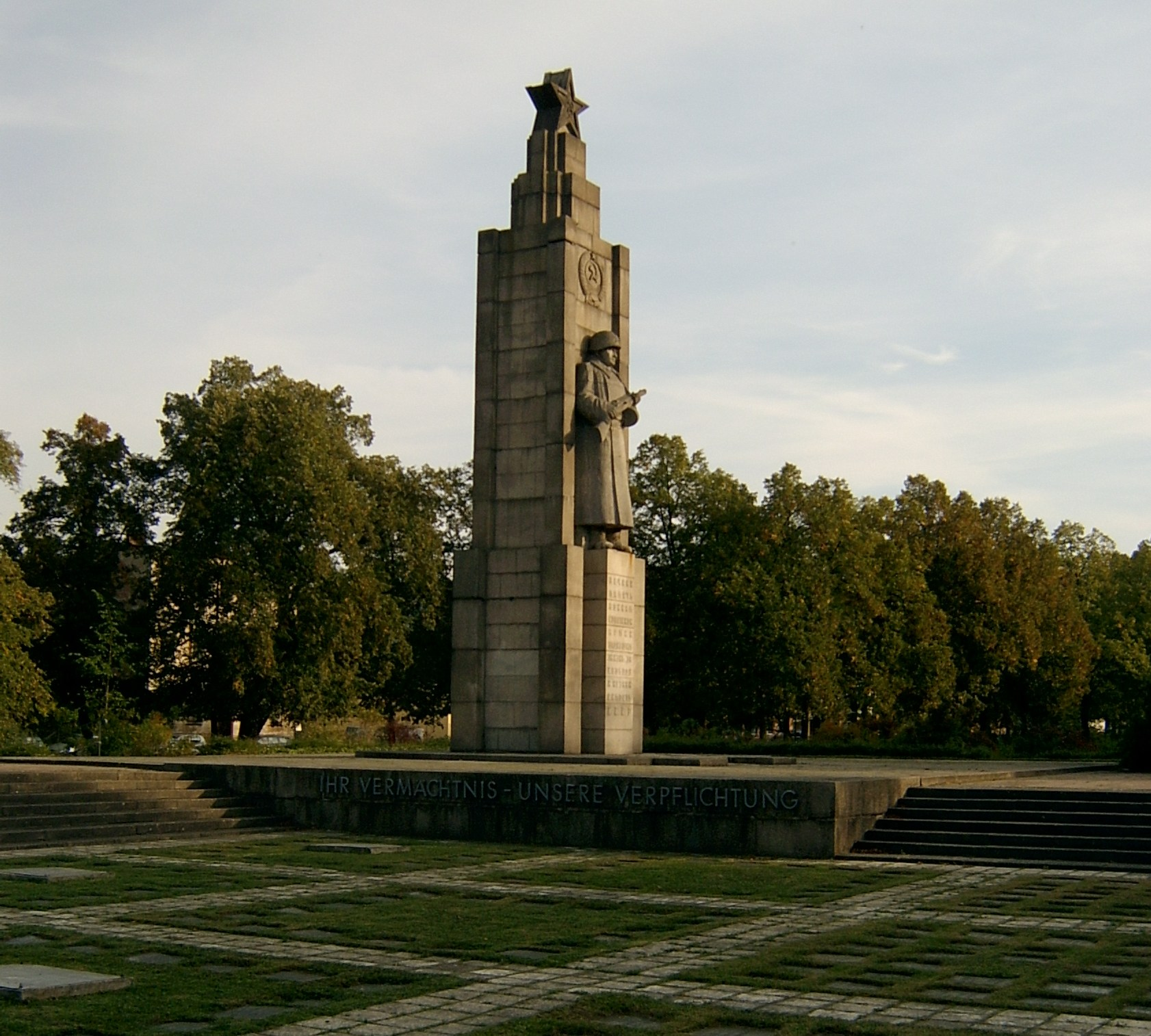
Sowjetisches Ehrenmal mit Ehrenfriedhof auf dem Anger.

Auf dem Anger wurde am 7. November 1947 ein Ehrenmal für die gefallenen sowjetischen Soldaten eingeweiht. Hergestellt hatten es Theodor Peißig und Alfred Schröter und aufgestellt wurde es von Wilhelm und Georg Fürstenberg. Die Pflege des Denkmals wurde zu Beginn des 21. Jahrhunderts vernachlässigt und erst 2007 in einer dreiwöchigen Arbeit instand gesetzt.
Für eine vollständige Sanierung wurden 380.000 Euro veranschlagt deren Aufbringung bisher nicht gesichert ist. Die dort zu lesende russische Inschrift bedeutet: Ewiges Andenken den Soldaten der sowjetischen Armee, die ihr Leben für die Freiheit und die Unabhängigkeit der Sowjetunion geopfert haben. Eine weitere Inschrift auf der Rückseite besagt: Unsere Tat ist Recht – wir haben gesiegt. Zum 30. Jahrestags des Kriegsendes 1975 wurde die Anlage nach Entwürfen von Manfred Vogler und Rainer Zeletzki zu einem Ehrenhain umgestaltet und so in den Angerbereich integriert. Es befinden sich etwa 600 Grabplatten auf dem Areal, welche jeweils die Namen von gefallenen sowjetischen Soldaten tragen. (Karte, weitere Fotos)

## „Unser Mahnmal für den Frieden“

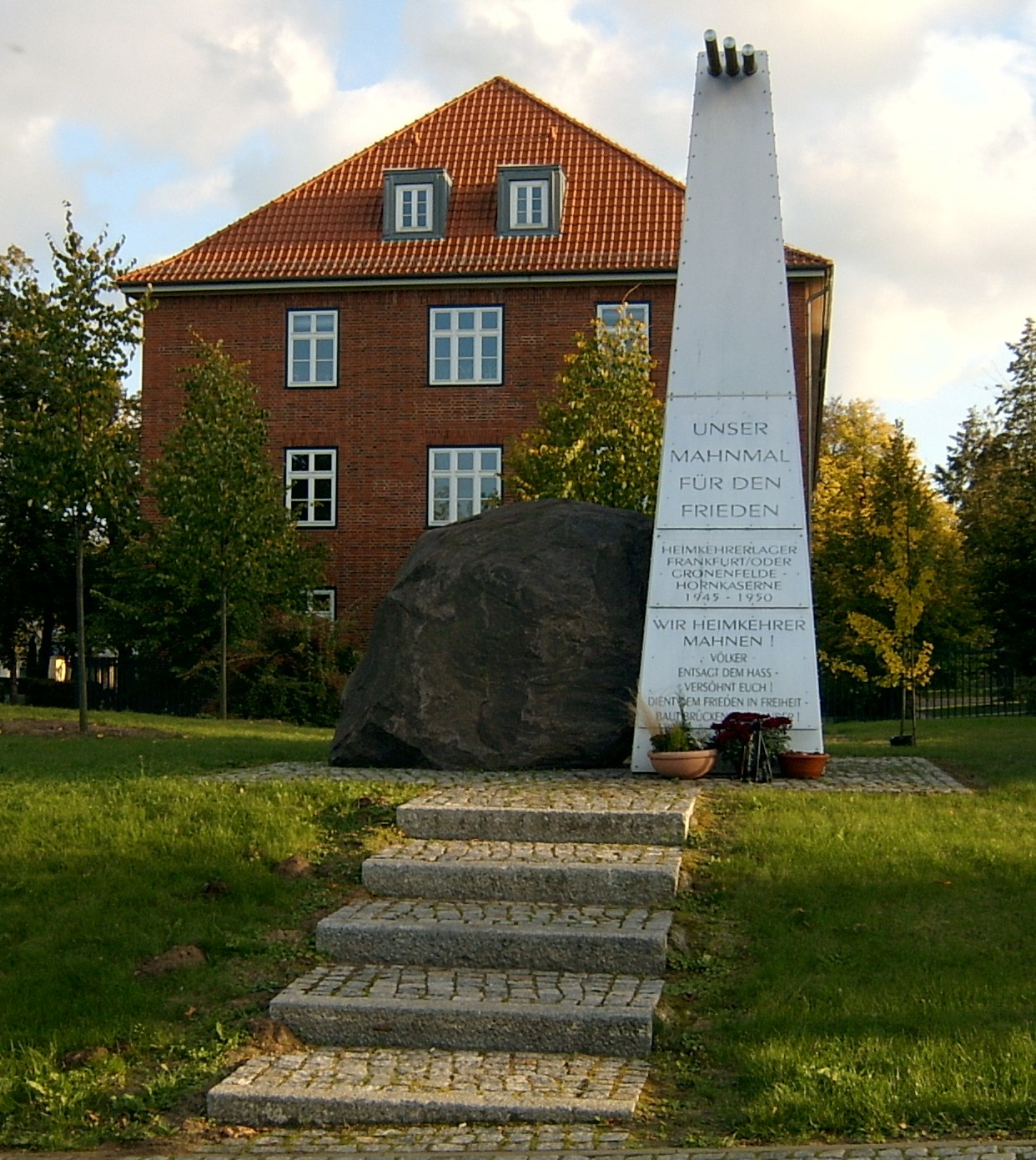
„Unser Mahnmal für den Frieden“

Unser Mahnmal für den Frieden ist das Mahnmal der Heimkehrer, die durch das Heimkehrerlager Gronenfelde aus der Kriegsgefangenschaft zurück nach Deutschland kamen. Als weitere Inschrift ist zu lesen: Wir Heimkehrer mahnen! – Völker entsagt dem Hass – Versöhnt euch! Dient dem Frieden in Freiheit – Baut Brücken … Errichtet wurde das Denkmal 1998 vom Verband der Heimkehrer, Kriegsgefangenen und Vermisstenangehörigen Deutschlands e. V. auf Initiative des VDH – Landesverband Brandenburg. Die Idee zum Werk stammte von Christian Roehl und Martin Garschke, Entwurf und Ausführung lag bei Roehl. Zu finden ist das Mahnmal vor der ehemaligen Hornkaserne, dem heutigen Polizeipräsidium in der Nuhnenstraße 40. (Karte, weitere Fotos)

## Gedenkstein für Heinrich von Stephan

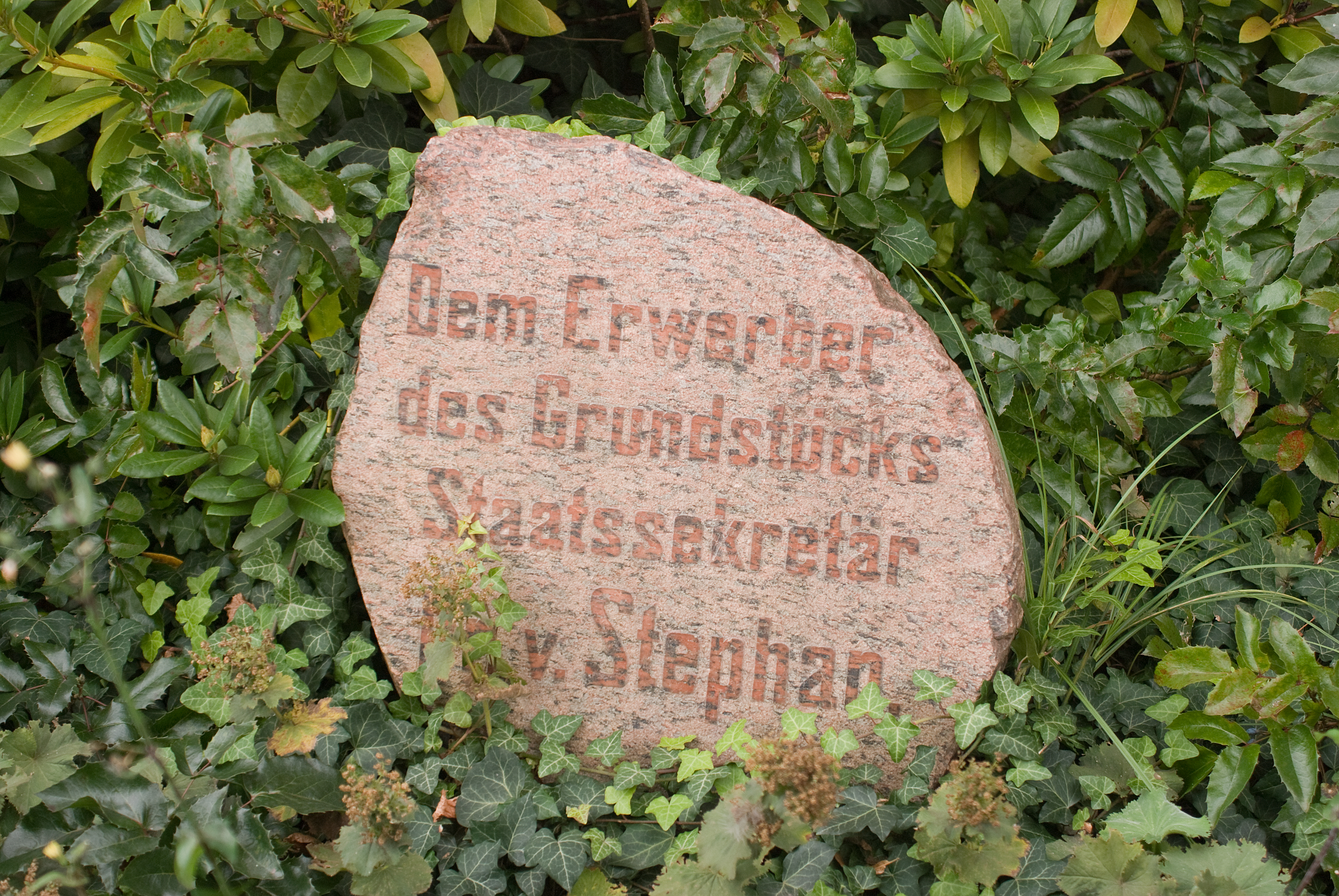
Gedenkstein für den Staatssekretär Heinrich von Stephan an der Hauptpost in Frankfurt (Oder).

Heinrich von Stephan (1831–1897) war Generalpostmeister und erwarb unter anderem das Grundstück des heutigen Postamtes. Ihm zu Ehren stifteten die Beamten eine Linde und einen Gedenkstein. Der Findling aus Granit trägt die Inschrift Dem Erwerber des Grundstücks Staatssekretär Dr. von Stephan. Ursprünglich befanden sich Linde und Stein auf dem Rasenplatz des Postwagenhofes. Um die Wende des 19./20. Jahrhunderts erfolgte die Umsetzung des Steines vor das Postgebäude. (Karte)

## Gedenkstein für die Stasi-Opfer

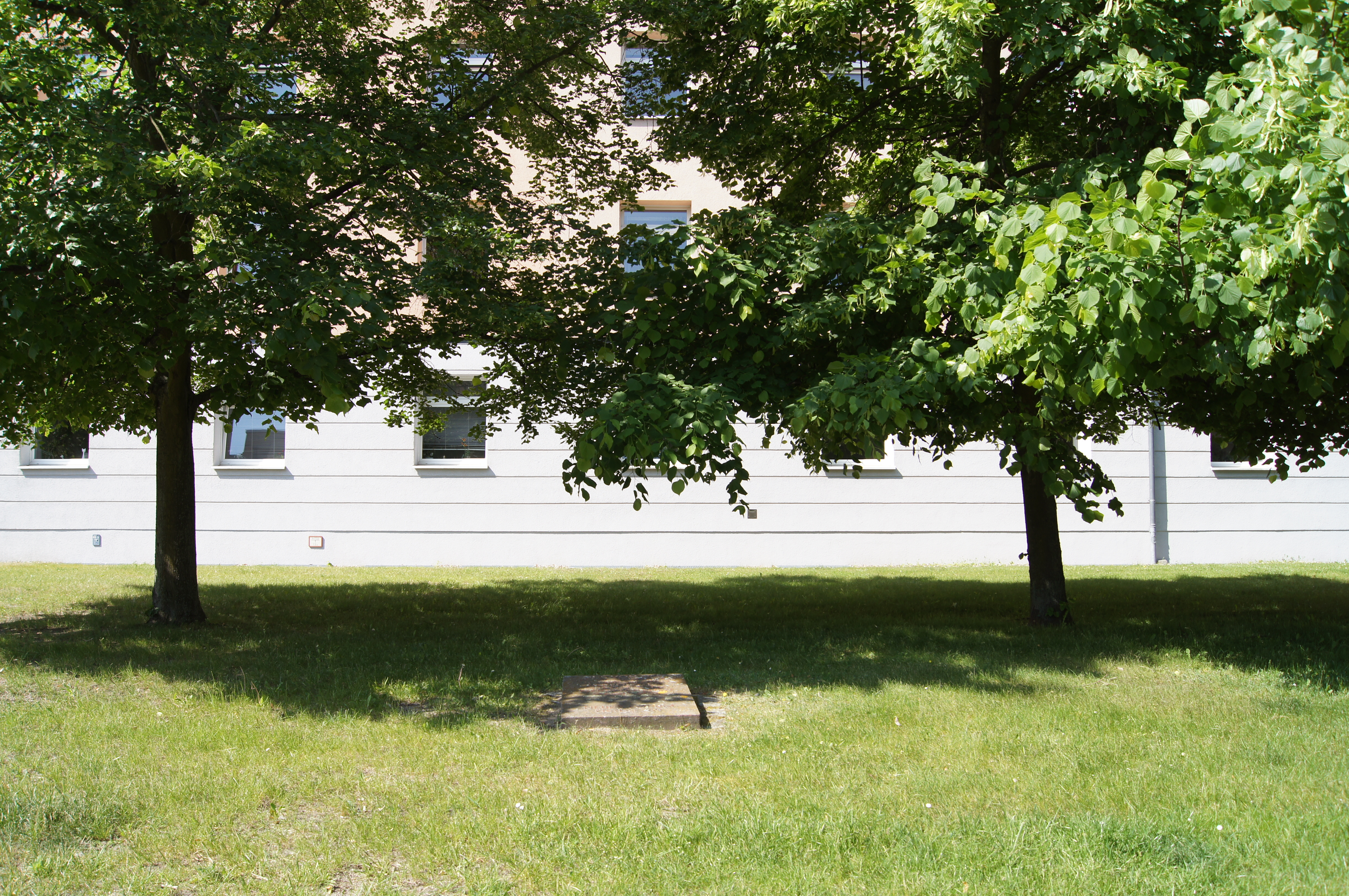
Gedenkstein für die Stasi-Opfer in der Robert-Havemann-Straße

In der Robert-Havemann-Straße wurde im Frühjahr 1990 eine ebenerdige Platte zum Gedenken an die Opfer der Staatssicherheit der DDR eingelassen. In dem Gebäude hatte vorher die Bezirksverwaltung, mit der damaligen Anschrift Otto-Grotewohl-Str. 53, der Behörde ihren Sitz. Der Gedenkstein aus rotem Marmor zeigt die Inschrift:

„Den von der 
Staatssicherheit 
Geängstigten 
Verfolgten 
Gefolterten 
Gebrochenen 
gewidmet 
 
Neues Forum 
Herbst ’89“

(Karte, weitere Fotos)

## Denkmal für die Gefallenen des Ersten Weltkrieges

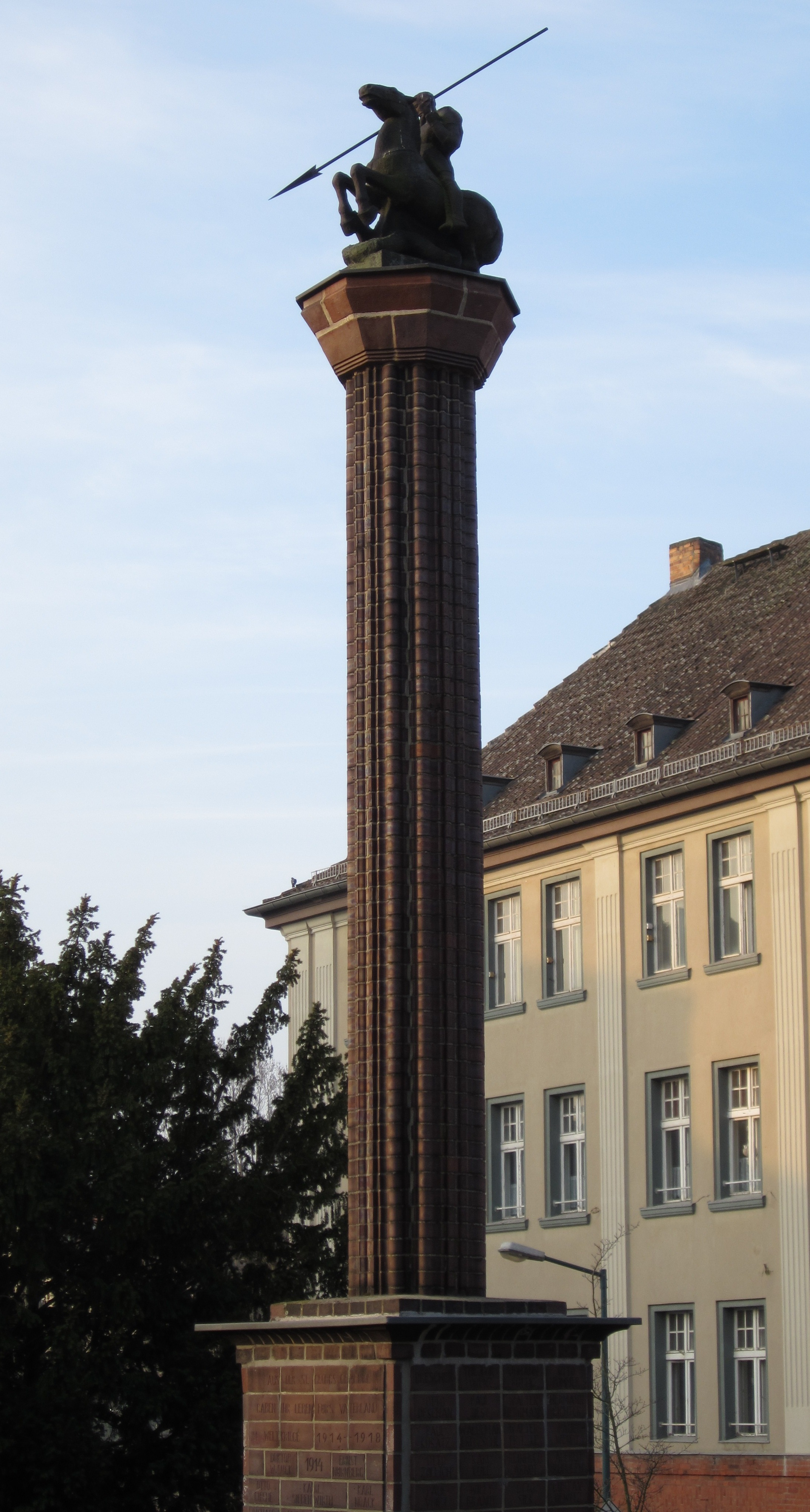
Denkmal für die Gefallenen des Ersten Weltkrieges

Vor der Sankt-Georg-Kirche erhebt sich auf einer Säule eine Skulptur des Drachentöters Georg. Auf dem Sockel des nach Entwürfen von Curt Steinberg und durch Paul Bronisch geschaffenen Ehrensäule sind die Namen der im Ersten Weltkrieg gefallenen Mitglieder der Gemeinde eingraviert.

## Stolpersteine

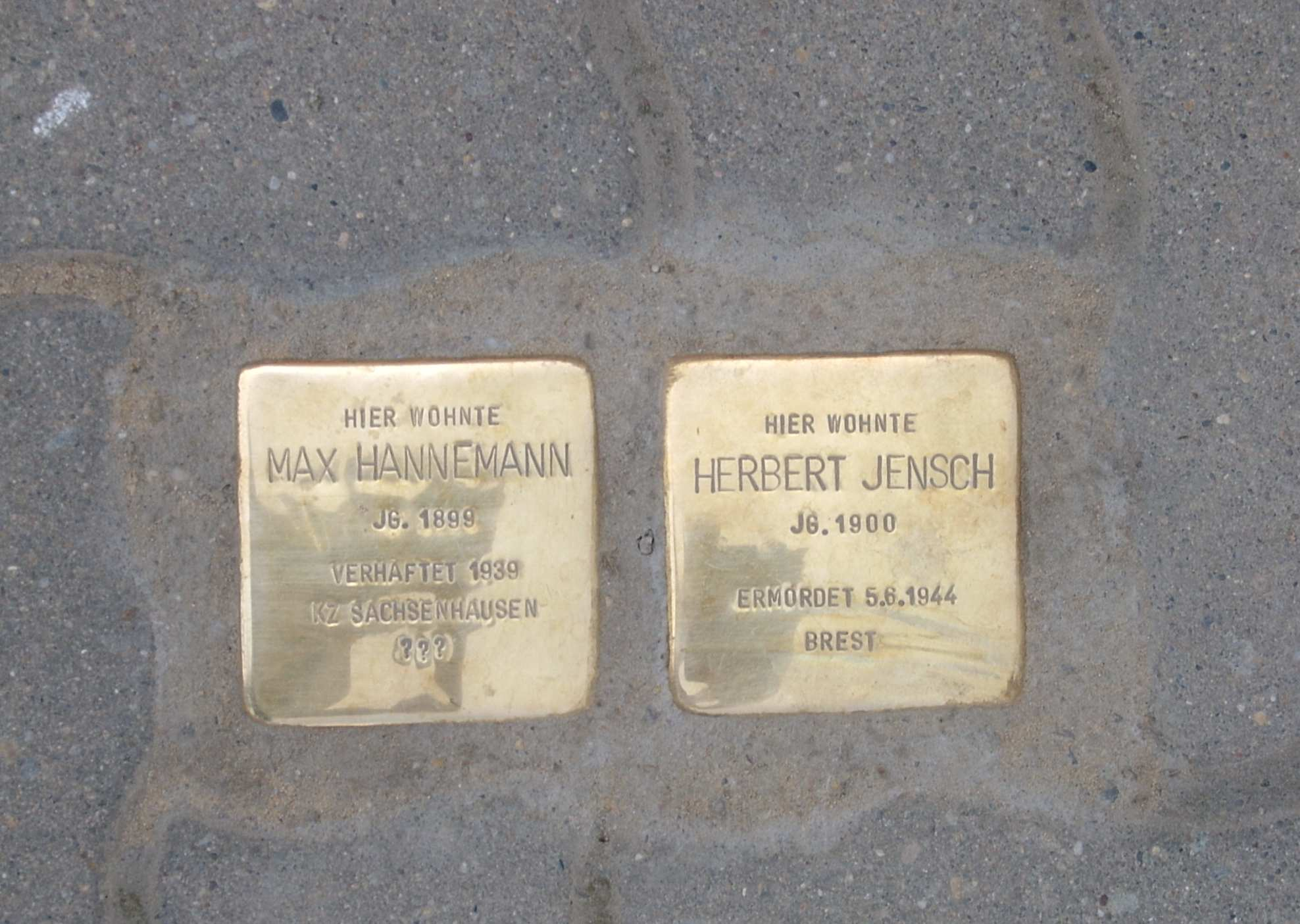
Stolpersteine für Max Hannemann und Herbert Jensch.

Am 8. Mai 2006 wurden die ersten sieben Stolpersteine zum Gedenken an die Opfer des Nationalsozialismus in Frankfurt in Bürgersteige eingesetzt. Die Steine befinden sich jeweils vor dem Haus, in welchem das Opfer zuletzt gewohnt hat.
2016 waren 70 Stolpersteine verlegt worden, unter anderem für Klara Alexander, Adolph Angerthal, Eugen Berlowitz, Julius Berlowitz, Margarete Berlowitz, Max Berlowitz, Dora Binger (geb. Schlesinger), Hermann Boian, Flora Bork, Else Boschwitz, Paul Boschwitz, Alfred Broh, Doris Broh (geb. Schreiber), Curtis Cassell, Edith Czerninski (geb. Grunert), Leo Czerninski, Dina Eisenhardt, Martin Eisenhardt, Rosa Eisenhardt (geb. Feibusch), Leopold Ephraim, Paul Feldner, Albert Abraham Fellert, Elsa Ruth Julie Fellert (geb. Luft), Kurt Martin Fellert, Lothar Max Robert Fellert, Rita Fellert, Ludwig Fürst, Rosa Fürst, Brigitte Giballe, Leo Giballe, Lydia Giballe (geb. Sternberg), Heinrich Gritschke, Iwan Jacob Grün, Richard Johann Guttstadt, Max Hannemann, Betty Herzberg, Lina Herzberg, Albert Hirsch, Herbert Jensch, Johanna Kahne (geb. Sternberg), Georg Kaiser, Margarete Kaiser, Walter Korsing, Paula Loewenstein, Johanna Löschgold (geb. Zuckerberg), Sally Löschgold, Hedwig Luft (geb. Heymann), Moses Mamroth, Hans-Georg Marx, Ignaz Maybaum, Heinrich Miedzwinski, Alfred Neumark, Leonore Perlinski, Max Perlinski, Paul Raphael, Frieda Rau, Erna Rosenbaum, Julius Rosenbaum, Martin Salomonski, Cäcilie Schwarz, Karl Sobkowski, Ella Stein, Herta Sternberg, Julius Sternberg, Hermann Strozyna, Sophie Struck (geb. Salomon) und Nissel Weissmann.

## Richard Burmeister

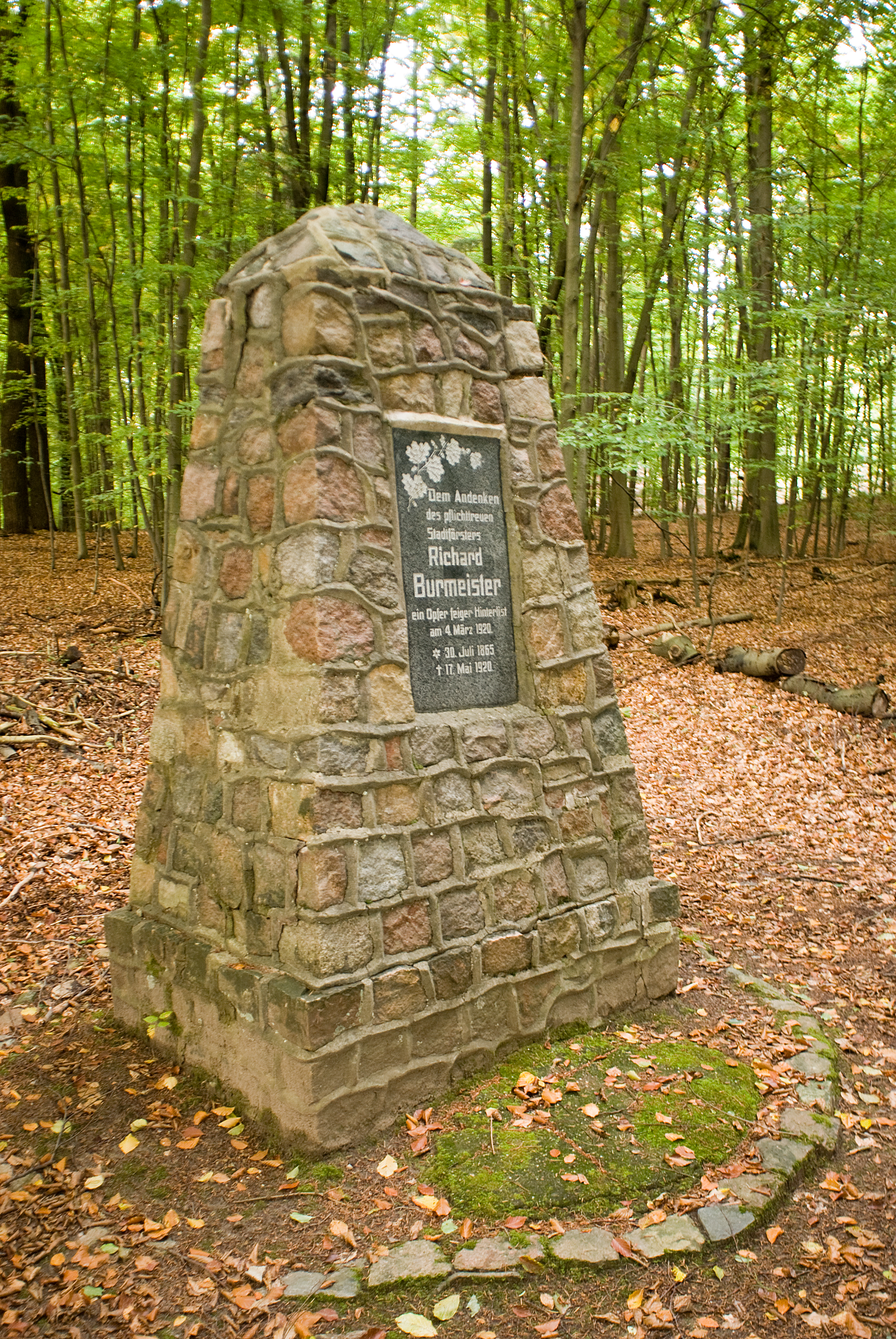
Denkmal für den Stadtförster Richard Burmeister an der Försterei Eduardspring bei Frankfurt (Oder).

Unweit der Försterei Eduardspring befindet sich ein Denkmal für Richard Burmeister. Dieser war in der Nacht vom 3. zum 4. März 1920 vermutlich von einem Wilderer angeschossen und schwer verletzt worden. Am 17. Mai 1920 erlag er im Krankenhaus seinen Verletzungen. Trotz einer versprochenen Belohnung von 3.000 Mark wurde der Täter nie gefasst. Am 17. Mai 1924 wurde der Gedenkstein mit der marmornen Gedenktafel eingeweiht. Zu lesen ist auf ihr Dem Andenken des pflichttreuen Stadtförsters Richard Burmeister ein Opfer feiger Hinterlist *30. Jullo 1865 † 17. Mai 1920.

## Heino Goepel

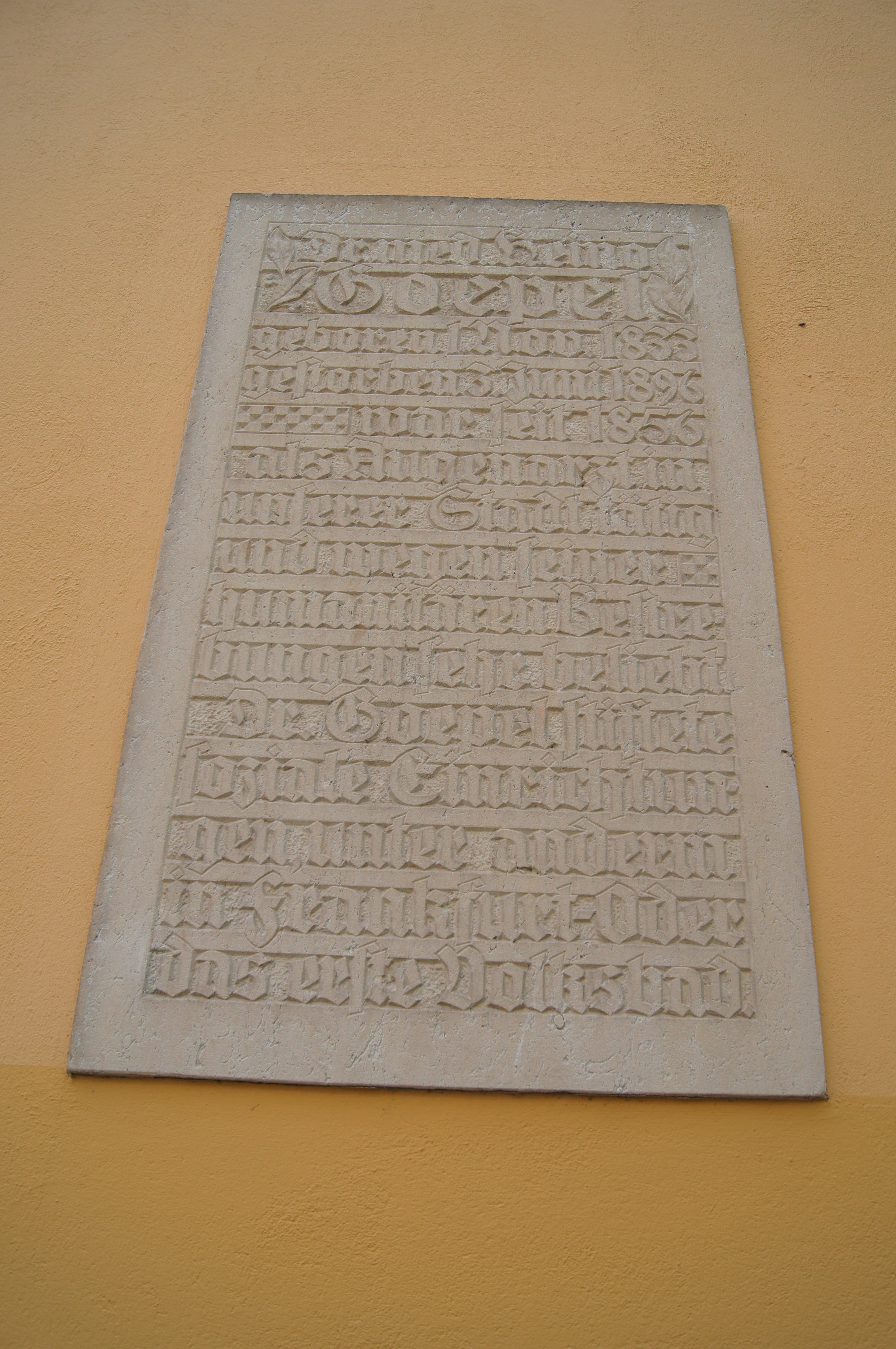
Gedenkplatte für Heino Goepel am Marienbad II.

Eine Gedenkplatte für Heino Goepel befindet sich am Marienbad II in der Dresdner Straße. Die Platte wurde 1993 bei der Sanierung des Bades angebracht, war aber möglicherweise bereits zuvor dort zu finden. Gedacht wird des Augenarztes, der von 1833 bis 1896 lebte und soziale Einrichtungen, darunter das erste Volksbad der Stadt Marienbad I, stiftete.

„Dr. med. Heino Goepel geboren 1. Nov. 1833 gestorben 3. Juni 1896 war seit 1856 als Augenarzt in unserer Stadt tätig und wegen seiner humanitären Bestrebungen sehr beliebt. Dr. Goepel stiftete soziale Einrichtungen, unter anderem in Frankfurt-Oder das erste Volksbad.“

## Gedenkstein für die Synagoge

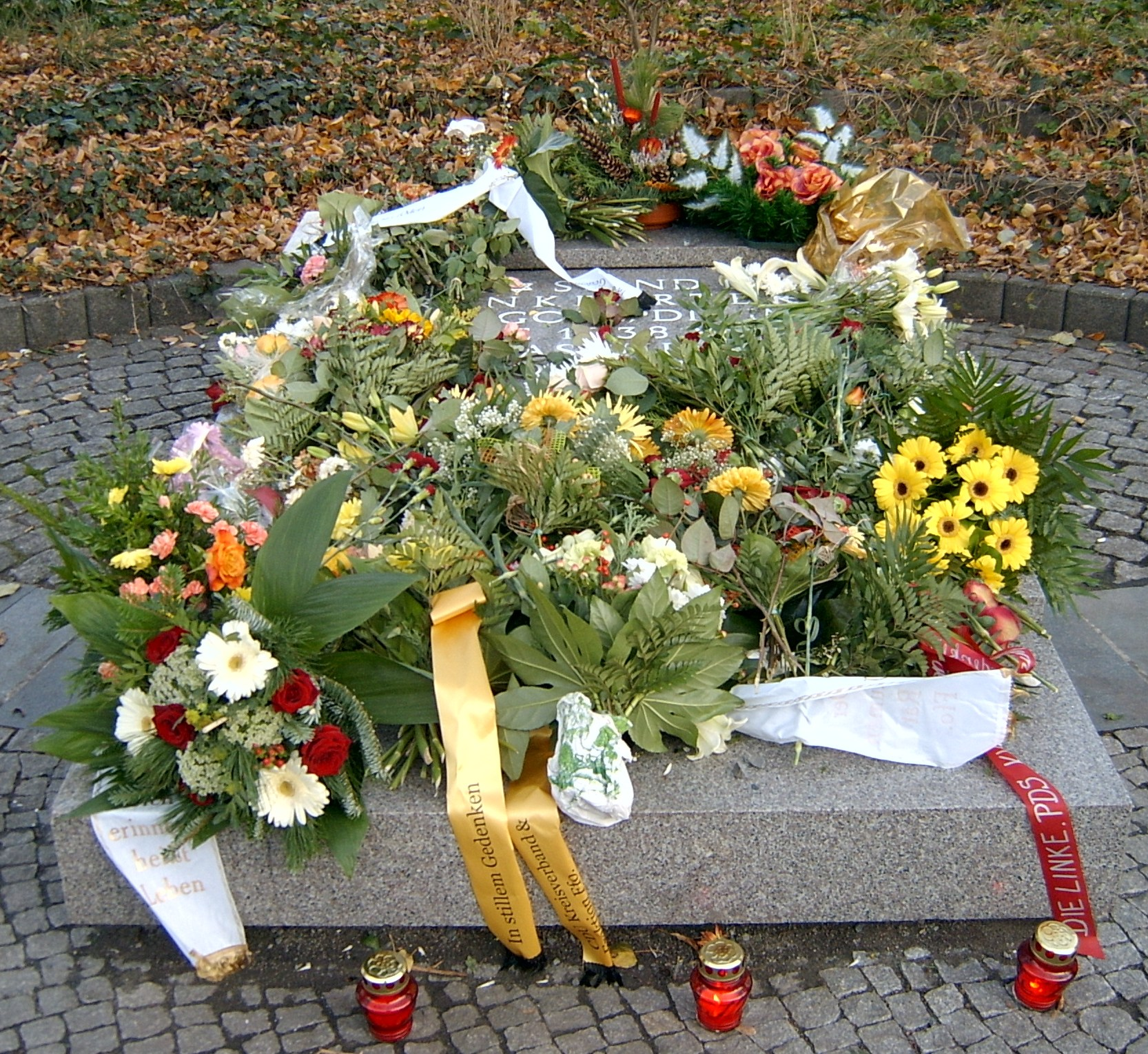
Gedenkstein für die Synagoge.

Die Synagoge der jüdischen Gemeinde wurde in der Pogromnacht 1938 niedergebrannt und nicht wieder aufgebaut. Am 9. November 1988 weihte Oberbürgermeister Fritz Krause einen Gedenkstein für die Synagoge ein. An der Einweihung nahm auch Curt Cassel, der der letzte Rabbiner Frankfurts gewesen war. Er kam aus Großbritannien nach Frankfurt, um an der Einweihung des Gedenksteins teilzunehmen. Der Gedenkstein wurde neben dem in der Nähe des ehemaligen Standortes der Synagoge vor dem Hotel „Stadt Frankfurt“ platziert. Wegen Abriss des Hotels und Neubau des Einkaufszentrums Lenné-Passagen wurde der Stein 1994 auf die andere Straßenseite verlegt. Der Granitstein trägt die Inschrift „Hier stand die Frankfurter Synagoge, die im Jahr 1938 von den Faschisten zerstört wurde. Wohl dem Menschen, der Einsicht gewinnt“.
Am Abend des 9. Novembers 2006 randalierten nach einer Gedenkveranstaltung zur Pogromnacht vom 9. November 1938 mehrere Jugendliche und junge Männer am Gedenkstein. Sie rissen Blumengebinde vom Gedenkstein und warfen Kerzen auf die Straße. Als die Polizei einschritt, riefen einige von ihnen „Sieg Heil“. 16 der Randalierer im Alter zwischen 15 und 24 Jahren wurden vorläufig festgenommen. Die Tat rief ein großes Medienecho hervor. Am 17. November 2006 demonstrierten etwa 200 Menschen gegen die Tat.